# Élections municipales de 2008 dans l'Essonne
Les élections municipales dans l’Essonne se sont déroulées les 9 et 16 mars 2008. Elles avaient pour but d'élire les conseils municipaux des 196 communes de l'Essonne qui siègent pour un mandat de six années.

## Contexte légal
Initialement prévues courant mars 2007, années où se sont aussi déroulées l'élections présidentielle et les élections législatives, les élections municipales furent reportées d'un an par la loi no 2005-1563 du 15 décembre 2005 prorogeant la durée du mandat des conseillers municipaux et des conseillers généraux. Cette élection est la première qui voit l'application de la loi no 2007-128 tendant à promouvoir l'égal accès des femmes et des hommes aux mandats électoraux et fonctions électives et qui impose une liste de candidats composée alternativement d'hommes et de femmes. C'est aussi la première application des règles induites par le Répertoire national des élus créé en 2001 par le décret no 2001-777 du 30 août 2001 qui permet d'attribuer une nuance politique (la notion de « sans étiquette » étant supprimée).

## Contexte départemental

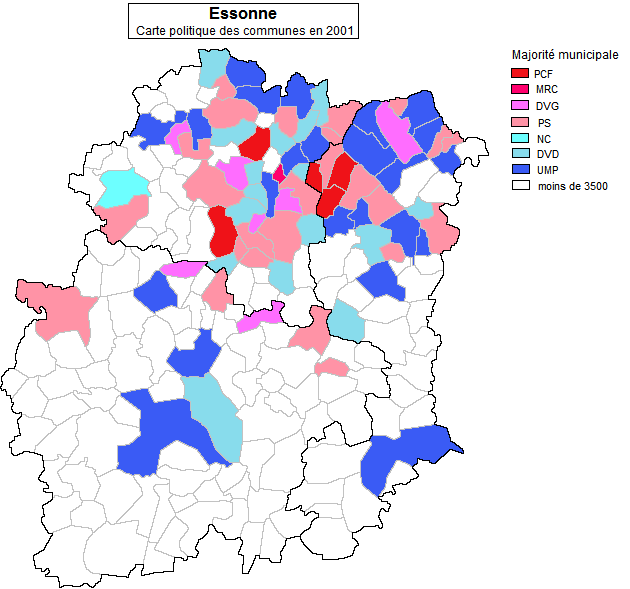
Carte électorale des communes en 2001.

|              |    | Étiquette | Nombre de communes dirigées |
| ------------ | -- | --------- | --------------------------- |
|              |    | UMP       | 23                          |
| DVD          | 15 |           |                             |
| NC           | 1  |           |                             |
| Total droite | 39 |           |                             |
|              |    | PS        | 25                          |
| PCF          | 5  |           |                             |
| DVG          | 7  |           |                             |
| MRC          | 1  |           |                             |
| Total gauche | 38 |           |                             |

## Résultats à l'échelle du département

### Répartition politique des résultats
| Étiquette      | Étiquette                         | Premier tour   | Premier tour | Second tour    | Second tour | Nombre de communes dirigées |
| Étiquette      | Étiquette                         | Nombre de voix | Taux         | Nombre de voix | Taux        | Nombre de communes dirigées |
| -------------- | --------------------------------- | -------------- | ------------ | -------------- | ----------- | --------------------------- |
|                | Union pour un mouvement populaire | 109 622        | 28,70 %      | 48 596         | 30,34 %     | 19                          |
|                | Divers gauche                     | 117 278        | 30,70 %      | 43 721         | 27,29 %     | 24                          |
|                | Parti socialiste                  | 56 930         | 14,90 %      | 31 443         | 19,63 %     | 14                          |
|                | Divers droite                     | 70 722         | 18,52 %      | 26 520         | 16,56 %     | 19                          |
|                | Extrême gauche                    | 2 445          | 0,64 %       | 1 290          | 0,81 %      | 0                           |
|                | Mouvement démocrate               | 7 310          | 1,91 %       | 476            | 0,30 %      | 0                           |
|                | Nouveau Centre                    | 2 126          | 0,56 %       | 0              | 0,00 %      | 1                           |
|                | Parti communiste français         | 8 522          | 2,23 %       |                |             |                             |
|                | Les Verts                         | 2 425          | 0,63 %       |                |             |                             |
|                |                                   |                |              |                |             |                             |
| Inscrits       | Inscrits                          | 660 681        | 100,00 %     | 269 708        | 100,00 %    |                             |
| Abstentions    | Abstentions                       | 266 491        | 40,34 %      | 105 185        | 39,00 %     |                             |
| Votants        | Votants                           | 394 190        | 59,66 %      | 164 523        | 61,00 %     |                             |
| Blancs et nuls | Blancs et nuls                    | 12 224         | 3,10 %       | 4 332          | 2,63 %      |                             |
| Exprimés       | Exprimés                          | 381 966        | 96,90 %      | 160 191        | 97,37 %     |                             |

### Résultats en nombre de communes
| Groupes | Groupes                           | Communes précédentes | Nouvelles communes | Évolution       |
| ------- | --------------------------------- | -------------------- | ------------------ | --------------- |
|         | Divers gauche                     | 7                    | 24                 | en augmentation |
|         | Divers droite                     | 15                   | 19                 | en augmentation |
|         | Union pour un mouvement populaire | 23                   | 19                 | en diminution   |
|         | Parti socialiste                  | 25                   | 14                 | en diminution   |
|         | Nouveau centre                    | 1                    | 1                  | en stagnation   |
|         | Mouvement républicain et citoyen  | 1                    | 0                  | en diminution   |

### Répartition des majorités municipales élues

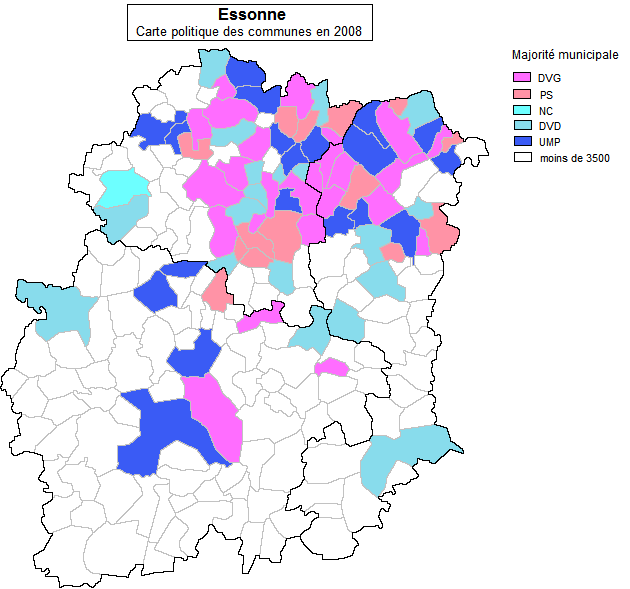
Carte électorale des communes en 2008.

|              |    | Étiquette | Nombre de communes dirigées |
| ------------ | -- | --------- | --------------------------- |
|              |    | UMP       | 19                          |
| DVD          | 19 |           |                             |
| NC           | 1  |           |                             |
| Total droite | 39 |           |                             |
|              |    | DVG       | 24                          |
| PS           | 14 |           |                             |
| Total gauche | 38 |           |                             |

## Résultats par communes

### Communes de plus de3 500habitants
Dans les communes de plus de 3 500 habitants, l’élection est organisée au scrutin proportionnel plurinominal sans panachage.

#### Synthèse
| Nuances des listes | Nuances des listes        | Conseillers municipaux élus |
| ------------------ | ------------------------- | --------------------------- |
|                    | Extrême Gauche            | 3                           |
|                    | Parti communiste français | 6                           |
|                    | Parti Socialiste          | 349                         |
|                    | Union de la Gauche        | 447                         |
|                    | Divers gauche             | 374                         |
|                    | Les Verts                 | 3                           |
|                    | Gauche-Centristes         | 27                          |
|                    | Centre-Modem              | 5                           |
|                    | Majorité-Centristes       | 104                         |
|                    | Majorité                  | 486                         |
|                    | Divers droite             | 614                         |

#### Arpajon
- Maire sortant à Arpajon : Pascal Fournier (PS)
- Tête de liste majoritaire élue à Arpajon : Pascal Fournier (PS)

| Liste                                                                       | Liste              | Tête de liste   | Étiquette      | Premier tour   | Premier tour | Premier tour | Second tour    | Second tour | Second tour |
| Liste                                                                       | Liste              | Tête de liste   | Étiquette      | Nombre de voix | Taux         | Sièges       | Nombre de voix | Taux        | Sièges      |
| --------------------------------------------------------------------------- | ------------------ | --------------- | -------------- | -------------- | ------------ | ------------ | -------------- | ----------- | ----------- |
|                                                                             | Agir avec Vous     | Pascal Fournier | PS             | 2 379          | 77,29 %      | 26           |                |             |             |
|                                                                             | L’Avenir d’Arpajon | Philippe Catrou | UMP            | 699            | 22,71 %      | 3            |                |             |             |
|                                                                             |                    |                 |                |                |              |              |                |             |             |
| Inscrits                                                                    | Inscrits           | Inscrits        | Inscrits       | 5 763          | 100 %        |              |                |             |             |
| Abstentions                                                                 | Abstentions        | Abstentions     | Abstentions    | 2 549          | 44,23 %      |              |                |             |             |
| Votants                                                                     | Votants            | Votants         | Votants        | 3 214          | 55,77 %      |              |                |             |             |
| Blancs et nuls                                                              | Blancs et nuls     | Blancs et nuls  | Blancs et nuls | 136            | 4,23 %       |              |                |             |             |
| Exprimés                                                                    | Exprimés           | Exprimés        | Exprimés       | 3 078          | 95,77 %      |              |                |             |             |
| Sources : Ministère de l’Intérieur, Le Parisien, Le Figaro et L'Internaute. |                    |                 |                |                |              |              |                |             |             |

#### Athis-Mons
- Maire sortant à Athis-Mons : François Garcia (PS)
- Tête de liste majoritaire élue à Athis-Mons : François Garcia (PS)

| Liste                                                                       | Liste                                  | Tête de liste       | Étiquette      | Premier tour   | Premier tour | Premier tour | Second tour    | Second tour | Second tour |
| Liste                                                                       | Liste                                  | Tête de liste       | Étiquette      | Nombre de voix | Taux         | Sièges       | Nombre de voix | Taux        | Sièges      |
| --------------------------------------------------------------------------- | -------------------------------------- | ------------------- | -------------- | -------------- | ------------ | ------------ | -------------- | ----------- | ----------- |
|                                                                             | Athis-Mons avance avec François Garcia | François Garcia     | PS             | 4 184          | 47,03 %      | 0            | 4 777          | 54,10 %     | 27          |
|                                                                             | Le réveil citoyen                      | Farid Bennaï        | DVG            | 616            | 6,92 %       | 0            |                |             |             |
|                                                                             | Le Nouvel élan pour Athis-Mons         | Christine Depret    | DVD            | 1 001          | 11,25 %      | 0            | 1 000          | 11,33 %     | 2           |
|                                                                             | Tous pour Athis                        | Christine Rodier    | UMP            | 2 657          | 29,86 %      | 0            | 3 053          | 34,58 %     | 6           |
|                                                                             | Bien vivre à Athis-Mons                | Marie-Chantal Labuz | DVG            | 439            | 4,93 %       | 0            |                |             |             |
|                                                                             |                                        |                     |                |                |              |              |                |             |             |
| Inscrits                                                                    | Inscrits                               | Inscrits            | Inscrits       | 16 250         | 100 %        |              | 16 250         | 100 %       |             |
| Abstentions                                                                 | Abstentions                            | Abstentions         | Abstentions    | 7 120          | 43,82 %      | 7 167        | 44,10 %        |             |             |
| Votants                                                                     | Votants                                | Votants             | Votants        | 9 130          | 56,18 %      | 9 083        | 55,90 %        |             |             |
| Blancs et nuls                                                              | Blancs et nuls                         | Blancs et nuls      | Blancs et nuls | 233            | 2,55 %       | 253          | 2,79 %         |             |             |
| Exprimés                                                                    | Exprimés                               | Exprimés            | Exprimés       | 8 897          | 97,45 %      | 8 830        | 97,21 %        |             |             |
| Sources : Ministère de l’Intérieur, Le Parisien, Le Figaro et L'Internaute. |                                        |                     |                |                |              |              |                |             |             |

#### Ballancourt-sur-Essonne
- Maire sortant à Ballancourt-sur-Essonne : Charles de Bourbon Busset (DVD)
- Tête de liste majoritaire élue à Ballancourt-sur-Essonne : Charles de Bourbon Busset (DVD)

| Liste                                                                       | Liste                   | Tête de liste             | Étiquette      | Premier tour   | Premier tour | Premier tour | Second tour    | Second tour | Second tour |
| Liste                                                                       | Liste                   | Tête de liste             | Étiquette      | Nombre de voix | Taux         | Sièges       | Nombre de voix | Taux        | Sièges      |
| --------------------------------------------------------------------------- | ----------------------- | ------------------------- | -------------- | -------------- | ------------ | ------------ | -------------- | ----------- | ----------- |
|                                                                             | Liste d’union communale | Charles de Bourbon Busset | DVD            | 1 696          | 65,58 %      | 24           |                |             |             |
|                                                                             | Alternative à gauche    | Bernard Montagne          | DVG            | 890            | 34,42 %      | 5            |                |             |             |
|                                                                             |                         |                           |                |                |              |              |                |             |             |
| Inscrits                                                                    | Inscrits                | Inscrits                  | Inscrits       | 4 897          | 100 %        |              |                |             |             |
| Abstentions                                                                 | Abstentions             | Abstentions               | Abstentions    | 2 076          | 42,39 %      |              |                |             |             |
| Votants                                                                     | Votants                 | Votants                   | Votants        | 2 821          | 57,61 %      |              |                |             |             |
| Blancs et nuls                                                              | Blancs et nuls          | Blancs et nuls            | Blancs et nuls | 235            | 8,33 %       |              |                |             |             |
| Exprimés                                                                    | Exprimés                | Exprimés                  | Exprimés       | 2 586          | 91,67 %      |              |                |             |             |
| Sources : Ministère de l’Intérieur, Le Parisien, Le Figaro et L'Internaute. |                         |                           |                |                |              |              |                |             |             |

#### Bièvres
- Maire sortant à Bièvres : Hervé Hocquard (DVD)
- Tête de liste majoritaire élue à Bièvres : Hervé Hocquard (DVD)

| Liste                                                                       | Liste                              | Tête de liste           | Étiquette      | Premier tour   | Premier tour | Premier tour | Second tour    | Second tour | Second tour |
| Liste                                                                       | Liste                              | Tête de liste           | Étiquette      | Nombre de voix | Taux         | Sièges       | Nombre de voix | Taux        | Sièges      |
| --------------------------------------------------------------------------- | ---------------------------------- | ----------------------- | -------------- | -------------- | ------------ | ------------ | -------------- | ----------- | ----------- |
|                                                                             | Agissons pour Bièvres              | Jean-Michel Charpentier | UMP            | 340            | 18,73 %      | 2            |                |             |             |
|                                                                             | Ensemble pour Bièvres              | Hervé Hocquard          | DVD            | 1 128          | 62,15 %      | 23           |                |             |             |
|                                                                             | Bièvres changements et solidarités | Maryse Traoré Bonnefond | DVG            | 347            | 19,12 %      | 2            |                |             |             |
|                                                                             |                                    |                         |                |                |              |              |                |             |             |
| Inscrits                                                                    | Inscrits                           | Inscrits                | Inscrits       | 3 078          | 100 %        |              |                |             |             |
| Abstentions                                                                 | Abstentions                        | Abstentions             | Abstentions    | 1 197          | 38,89 %      |              |                |             |             |
| Votants                                                                     | Votants                            | Votants                 | Votants        | 1 881          | 61,11 %      |              |                |             |             |
| Blancs et nuls                                                              | Blancs et nuls                     | Blancs et nuls          | Blancs et nuls | 66             | 3,51 %       |              |                |             |             |
| Exprimés                                                                    | Exprimés                           | Exprimés                | Exprimés       | 1 815          | 96,49 %      |              |                |             |             |
| Sources : Ministère de l’Intérieur, Le Parisien, Le Figaro et L'Internaute. |                                    |                         |                |                |              |              |                |             |             |

#### Boissy-sous-Saint-Yon
- Maire sortant à Boissy-sous-Saint-Yon : Jean-Marcel Meyssonnier (PS)
- Tête de liste majoritaire élue à Boissy-sous-Saint-Yon : Jean-Marcel Meyssonnier (PS)

| Liste                                                                       | Liste              | Tête de liste           | Étiquette      | Premier tour   | Premier tour | Premier tour | Second tour    | Second tour | Second tour |
| Liste                                                                       | Liste              | Tête de liste           | Étiquette      | Nombre de voix | Taux         | Sièges       | Nombre de voix | Taux        | Sièges      |
| --------------------------------------------------------------------------- | ------------------ | ----------------------- | -------------- | -------------- | ------------ | ------------ | -------------- | ----------- | ----------- |
|                                                                             | Boissy notre liste | Jean-Marcel Meyssonnier | PS             | 1 231          | 100,00 %     | 27           |                |             |             |
|                                                                             |                    |                         |                |                |              |              |                |             |             |
| Inscrits                                                                    | Inscrits           | Inscrits                | Inscrits       | 2 711          | 100 %        |              |                |             |             |
| Abstentions                                                                 | Abstentions        | Abstentions             | Abstentions    | 1 241          | 45,78 %      |              |                |             |             |
| Votants                                                                     | Votants            | Votants                 | Votants        | 1 470          | 54,22 %      |              |                |             |             |
| Blancs et nuls                                                              | Blancs et nuls     | Blancs et nuls          | Blancs et nuls | 239            | 16,26 %      |              |                |             |             |
| Exprimés                                                                    | Exprimés           | Exprimés                | Exprimés       | 1 231          | 83,74 %      |              |                |             |             |
| Sources : Ministère de l’Intérieur, Le Parisien, Le Figaro et L'Internaute. |                    |                         |                |                |              |              |                |             |             |

#### Bondoufle
- Maire sortant à Bondoufle : Jean Hartz (UMP)
- Tête de liste majoritaire élue à Bondoufle : Jean Hartz (UMP)

| Liste                                                                       | Liste                        | Tête de liste  | Étiquette      | Premier tour   | Premier tour | Premier tour | Second tour    | Second tour | Second tour |
| Liste                                                                       | Liste                        | Tête de liste  | Étiquette      | Nombre de voix | Taux         | Sièges       | Nombre de voix | Taux        | Sièges      |
| --------------------------------------------------------------------------- | ---------------------------- | -------------- | -------------- | -------------- | ------------ | ------------ | -------------- | ----------- | ----------- |
|                                                                             | Bondoufle l’enjeu            | Jean Hartz     | UMP            | 2 778          | 67,61 %      | 25           |                |             |             |
|                                                                             | Bondoufle énergies nouvelles | René Esline    | DVG            | 1 331          | 32,39 %      | 4            |                |             |             |
|                                                                             |                              |                |                |                |              |              |                |             |             |
| Inscrits                                                                    | Inscrits                     | Inscrits       | Inscrits       | 6 650          | 100 %        |              |                |             |             |
| Abstentions                                                                 | Abstentions                  | Abstentions    | Abstentions    | 2 420          | 36,39 %      |              |                |             |             |
| Votants                                                                     | Votants                      | Votants        | Votants        | 4 230          | 63,61 %      |              |                |             |             |
| Blancs et nuls                                                              | Blancs et nuls               | Blancs et nuls | Blancs et nuls | 121            | 2,86 %       |              |                |             |             |
| Exprimés                                                                    | Exprimés                     | Exprimés       | Exprimés       | 4 109          | 97,14 %      |              |                |             |             |
| Sources : Ministère de l’Intérieur, Le Parisien, Le Figaro et L'Internaute. |                              |                |                |                |              |              |                |             |             |

#### Boussy-Saint-Antoine
- Maire sortant à Boussy-Saint-Antoine : Richard Messina (PS)
- Tête de liste majoritaire élue à Boussy-Saint-Antoine : Romain Colas (PS)

| Liste                                                                       | Liste               | Tête de liste         | Étiquette      | Premier tour   | Premier tour | Premier tour | Second tour    | Second tour | Second tour |
| Liste                                                                       | Liste               | Tête de liste         | Étiquette      | Nombre de voix | Taux         | Sièges       | Nombre de voix | Taux        | Sièges      |
| --------------------------------------------------------------------------- | ------------------- | --------------------- | -------------- | -------------- | ------------ | ------------ | -------------- | ----------- | ----------- |
|                                                                             | Boussy en mouvement | Françoise De Salvador | DVD            | 844            | 33,03 %      | 4            |                |             |             |
|                                                                             | Vivre Boussy        | Romain Colas          | PS             | 1 711          | 66,97 %      | 25           |                |             |             |
|                                                                             |                     |                       |                |                |              |              |                |             |             |
| Inscrits                                                                    | Inscrits            | Inscrits              | Inscrits       | 4 260          | 100 %        |              |                |             |             |
| Abstentions                                                                 | Abstentions         | Abstentions           | Abstentions    | 1 608          | 37,75 %      |              |                |             |             |
| Votants                                                                     | Votants             | Votants               | Votants        | 2 652          | 62,25 %      |              |                |             |             |
| Blancs et nuls                                                              | Blancs et nuls      | Blancs et nuls        | Blancs et nuls | 97             | 3,66 %       |              |                |             |             |
| Exprimés                                                                    | Exprimés            | Exprimés              | Exprimés       | 2 555          | 96,34 %      |              |                |             |             |
| Sources : Ministère de l’Intérieur, Le Parisien, Le Figaro et L'Internaute. |                     |                       |                |                |              |              |                |             |             |

#### Brétigny-sur-Orge
- Maire sortant à Brétigny-sur-Orge : Bernard Decaux (PS)
- Tête de liste majoritaire élue à Brétigny-sur-Orge : Bernard Decaux (PS)

| Liste                                                                       | Liste | Tête de liste        | Étiquette      | Premier tour   | Premier tour | Premier tour | Second tour    | Second tour | Second tour |
| Liste                                                                       | Liste | Tête de liste        | Étiquette      | Nombre de voix | Taux         | Sièges       | Nombre de voix | Taux        | Sièges      |
| --------------------------------------------------------------------------- | --- | -------------------- | -------------- | -------------- | ------------ | ------------ | -------------- | ----------- | ----------- |
|                                                                             | Brétigny-sur-Orge, une ville à venir | Christiane Lecoustey | DVD            | 934            | 12,57 %      | 0            | 786            | 10,40 %     | 1           |
|                                                                             | Brétigny, une ville d’avenir | Bernard Decaux       | PS             | 3 037          | 40,86 %      | 0            | 3 266          | 43,21 %     | 26          |
|                                                                             | Mieux vivre ensemble | Gilles Saucier       | UMP            | 1 749          | 23,53 %      | 0            | 2 044          | 27,04 %     | 5           |
|                                                                             | Vivre Brétigny autrement - une ville pour tous | Patrice Simon        | DVG            | 1 497          | 20,14 %      | 0            | 1 462          | 19,34 %     | 3           |
|                                                                             | Liste logement - santé - démocratie communale liste présentée par le comité de Brétigny-sur-Orge pour un parti ouvrier indépendant et le parti des travailleurs | Fabien Ruggieri      | EXG            | 216            | 2,91 %       | 0            |                |             |             |
|                                                                             | |                      |                |                |              |              |                |             |             |
| Inscrits                                                                    | Inscrits | Inscrits             | Inscrits       | 13 606         | 100 %        |              | 13 600         | 100 %       |             |
| Abstentions                                                                 | Abstentions | Abstentions          | Abstentions    | 5 936          | 43,63 %      | 5 887        | 43,29 %        |             |             |
| Votants                                                                     | Votants | Votants              | Votants        | 7 670          | 56,37 %      | 7 713        | 56,71 %        |             |             |
| Blancs et nuls                                                              | Blancs et nuls | Blancs et nuls       | Blancs et nuls | 237            | 3,09 %       | 155          | 2,01 %         |             |             |
| Exprimés                                                                    | Exprimés | Exprimés             | Exprimés       | 7 433          | 96,91 %      | 7 558        | 97,99 %        |             |             |
| Sources : Ministère de l’Intérieur, Le Parisien, Le Figaro et L'Internaute. | |                      |                |                |              |              |                |             |             |

#### Breuillet
- Maire sortant à Breuillet : Jean-François Degoux (DVG)
- Tête de liste majoritaire élue à Breuillet : Bernard Sprotti (UMP)

| Liste                                                                       | Liste                                                | Tête de liste        | Étiquette      | Premier tour   | Premier tour | Premier tour | Second tour    | Second tour | Second tour |
| Liste                                                                       | Liste                                                | Tête de liste        | Étiquette      | Nombre de voix | Taux         | Sièges       | Nombre de voix | Taux        | Sièges      |
| --------------------------------------------------------------------------- | ---------------------------------------------------- | -------------------- | -------------- | -------------- | ------------ | ------------ | -------------- | ----------- | ----------- |
|                                                                             | Changeons Breuillet ensemble, Breuillet votre avenir | Bernard Sprotti      | UMP            | 1 802          | 53,60 %      | 23           |                |             |             |
|                                                                             | L’élan pour Breuillet                                | Jean-François Degoud | DVG            | 1 560          | 46,40 %      | 6            |                |             |             |
|                                                                             |                                                      |                      |                |                |              |              |                |             |             |
| Inscrits                                                                    | Inscrits                                             | Inscrits             | Inscrits       | 5 583          | 100 %        |              |                |             |             |
| Abstentions                                                                 | Abstentions                                          | Abstentions          | Abstentions    | 2 073          | 37,13 %      |              |                |             |             |
| Votants                                                                     | Votants                                              | Votants              | Votants        | 3 510          | 62,87 %      |              |                |             |             |
| Blancs et nuls                                                              | Blancs et nuls                                       | Blancs et nuls       | Blancs et nuls | 148            | 4,22 %       |              |                |             |             |
| Exprimés                                                                    | Exprimés                                             | Exprimés             | Exprimés       | 3 362          | 95,78 %      |              |                |             |             |
| Sources : Ministère de l’Intérieur, Le Parisien, Le Figaro et L'Internaute. |                                                      |                      |                |                |              |              |                |             |             |

#### Brunoy
- Maire sortant à Brunoy : Laurent Béteille (UMP)
- Tête de liste majoritaire élue à Brunoy : Laurent Béteille (UMP)

| Liste                                                                       | Liste                                            | Tête de liste    | Étiquette      | Premier tour   | Premier tour | Premier tour | Second tour    | Second tour | Second tour |
| Liste                                                                       | Liste                                            | Tête de liste    | Étiquette      | Nombre de voix | Taux         | Sièges       | Nombre de voix | Taux        | Sièges      |
| --------------------------------------------------------------------------- | ------------------------------------------------ | ---------------- | -------------- | -------------- | ------------ | ------------ | -------------- | ----------- | ----------- |
|                                                                             | Votre ville autrement : agir pour tous avec vous | Christine Malcor | PS             | 3 033          | 34,92 %      | 0            | 3 447          | 39,68 %     | 7           |
|                                                                             | Agir autrement pour Brunoy                       | Dominique Chemla | DVD            | 1 385          | 15,95 %      | 0            | 981            | 11,29 %     | 2           |
|                                                                             | Ensemble pour Brunoy                             | Laurent Béteille | UMP            | 4 268          | 49,14 %      | 0            | 4 258          | 49,02 %     | 26          |
|                                                                             |                                                  |                  |                |                |              |              |                |             |             |
| Inscrits                                                                    | Inscrits                                         | Inscrits         | Inscrits       | 17 296         | 100 %        |              | 17 292         | 100 %       |             |
| Abstentions                                                                 | Abstentions                                      | Abstentions      | Abstentions    | 8 218          | 47,51 %      | 8 378        | 48,45 %        |             |             |
| Votants                                                                     | Votants                                          | Votants          | Votants        | 9 078          | 52,49 %      | 8 914        | 51,55 %        |             |             |
| Blancs et nuls                                                              | Blancs et nuls                                   | Blancs et nuls   | Blancs et nuls | 392            | 4,32 %       | 228          | 2,56 %         |             |             |
| Exprimés                                                                    | Exprimés                                         | Exprimés         | Exprimés       | 8 686          | 95,68 %      | 8 686        | 97,44 %        |             |             |
| Sources : Ministère de l’Intérieur, Le Parisien, Le Figaro et L'Internaute. |                                                  |                  |                |                |              |              |                |             |             |

#### Bures-sur-Yvette
- Maire sortant à Bures-sur-Yvette : Philippe Janin (DVG)
- Tête de liste majoritaire élue à Bures-sur-Yvette : Jean-François Vigier (MC)

| Liste                                                                       | Liste                               | Tête de liste        | Étiquette      | Premier tour   | Premier tour | Premier tour | Second tour    | Second tour | Second tour |
| Liste                                                                       | Liste                               | Tête de liste        | Étiquette      | Nombre de voix | Taux         | Sièges       | Nombre de voix | Taux        | Sièges      |
| --------------------------------------------------------------------------- | ----------------------------------- | -------------------- | -------------- | -------------- | ------------ | ------------ | -------------- | ----------- | ----------- |
|                                                                             | Bures à gauche, une ville pour tous | François Legrand     | DVG            | 1 753          | 40,40 %      | 0            | 2 193          | 49,75 %     | 7           |
|                                                                             | Réussir Bures                       | Jean-François Vigier | MC             | 1 382          | 31,85 %      | 0            | 2 215          | 50,25 %     | 22          |
|                                                                             | Alternance pour Bures               | Daniel Vlachos       | DVD            | 1 204          | 27,75 %      | 0            |                |             |             |
|                                                                             |                                     |                      |                |                |              |              |                |             |             |
| Inscrits                                                                    | Inscrits                            | Inscrits             | Inscrits       | 6 551          | 100 %        |              | 6 551          | 100 %       |             |
| Abstentions                                                                 | Abstentions                         | Abstentions          | Abstentions    | 2 138          | 32,64 %      | 2 029        | 30,97 %        |             |             |
| Votants                                                                     | Votants                             | Votants              | Votants        | 4 413          | 67,36 %      | 4 522        | 69,03 %        |             |             |
| Blancs et nuls                                                              | Blancs et nuls                      | Blancs et nuls       | Blancs et nuls | 74             | 1,68 %       | 114          | 2,52 %         |             |             |
| Exprimés                                                                    | Exprimés                            | Exprimés             | Exprimés       | 4 339          | 98,32 %      | 4 408        | 97,48 %        |             |             |
| Sources : Ministère de l’Intérieur, Le Parisien, Le Figaro et L'Internaute. |                                     |                      |                |                |              |              |                |             |             |

#### Chilly-Mazarin
- Maire sortant à Chilly-Mazarin : Gérard Funès (PS)
- Tête de liste majoritaire élue à Chilly-Mazarin : Gérard Funès (PS)

| Liste                                                                       | Liste                                                  | Tête de liste       | Étiquette      | Premier tour   | Premier tour | Premier tour | Second tour    | Second tour | Second tour |
| Liste                                                                       | Liste                                                  | Tête de liste       | Étiquette      | Nombre de voix | Taux         | Sièges       | Nombre de voix | Taux        | Sièges      |
| --------------------------------------------------------------------------- | ------------------------------------------------------ | ------------------- | -------------- | -------------- | ------------ | ------------ | -------------- | ----------- | ----------- |
|                                                                             | Liste de la majorité municipale autour de Gérard Funès | Gérard Funès        | DVG            | 3 929          | 59,61 %      | 27           |                |             |             |
|                                                                             | L’avenir à Chilly                                      | Véronique Carantois | UMP            | 2 184          | 33,14 %      | 5            |                |             |             |
|                                                                             | Chilly en mouvement                                    | Cédric Morgantini   | MoDem          | 478            | 7,25 %       | 1            |                |             |             |
|                                                                             |                                                        |                     |                |                |              |              |                |             |             |
| Inscrits                                                                    | Inscrits                                               | Inscrits            | Inscrits       | 10 987         | 100 %        |              |                |             |             |
| Abstentions                                                                 | Abstentions                                            | Abstentions         | Abstentions    | 4 288          | 39,03 %      |              |                |             |             |
| Votants                                                                     | Votants                                                | Votants             | Votants        | 6 699          | 60,97 %      |              |                |             |             |
| Blancs et nuls                                                              | Blancs et nuls                                         | Blancs et nuls      | Blancs et nuls | 108            | 1,61 %       |              |                |             |             |
| Exprimés                                                                    | Exprimés                                               | Exprimés            | Exprimés       | 6 591          | 98,39 %      |              |                |             |             |
| Sources : Ministère de l’Intérieur, Le Parisien, Le Figaro et L'Internaute. |                                                        |                     |                |                |              |              |                |             |             |

#### Corbeil-Essonnes
- Maire sortant à Corbeil-Essonnes : Serge Dassault (UMP)
- Tête de liste majoritaire élue à Corbeil-Essonnes : Serge Dassault (UMP)

| Liste                                                                       | Liste                                                   | Tête de liste   | Étiquette      | Premier tour   | Premier tour | Premier tour | Second tour    | Second tour | Second tour |
| Liste                                                                       | Liste                                                   | Tête de liste   | Étiquette      | Nombre de voix | Taux         | Sièges       | Nombre de voix | Taux        | Sièges      |
| --------------------------------------------------------------------------- | ------------------------------------------------------- | --------------- | -------------- | -------------- | ------------ | ------------ | -------------- | ----------- | ----------- |
|                                                                             | La ville ensemble / Union pour réussir Corbeil-Essonnes | Bruno Piriou    | PCF / DVG      | 3 718          | 31,10 %      | 0            | 6 451          | 49,35 %     | 10          |
|                                                                             | Un nouvel avenir pour Corbeil-Essonnes                  | Carlos Da Silva | PS             | 2 539          | 21,24 %      | 0            |                |             |             |
|                                                                             | L’alternative ensemble                                  | Serge Dantu     | DVD            | 815            | 6,82 %       | 0            |                |             |             |
|                                                                             | Dassault Corbeil-Essonnes 2008 - Continuons ensemble    | Serge Dassault  | UMP            | 4 882          | 40,84 %      | 0            | 6 621          | 50,25 %     | 33          |
|                                                                             |                                                         |                 |                |                |              |              |                |             |             |
| Inscrits                                                                    | Inscrits                                                | Inscrits        | Inscrits       | 21 194         | 100 %        |              | 21 197         | 100 %       |             |
| Abstentions                                                                 | Abstentions                                             | Abstentions     | Abstentions    | 8 915          | 42,06 %      | 7 742        | 36,52 %        |             |             |
| Votants                                                                     | Votants                                                 | Votants         | Votants        | 12 279         | 57,94 %      | 13 455       | 63,48 %        |             |             |
| Blancs et nuls                                                              | Blancs et nuls                                          | Blancs et nuls  | Blancs et nuls | 325            | 2,65 %       | 383          | 2,85 %         |             |             |
| Exprimés                                                                    | Exprimés                                                | Exprimés        | Exprimés       | 11 954         | 97,35 %      | 13 072       | 97,15 %        |             |             |
| Sources : Ministère de l’Intérieur, Le Parisien, Le Figaro et L'Internaute. |                                                         |                 |                |                |              |              |                |             |             |

#### Courcouronnes
- Maire sortant à Courcouronnes : Stéphane Beaudet (UMP)
- Tête de liste majoritaire élue à Courcouronnes : Stéphane Beaudet (UMP)

| Liste                                                                       | Liste                  | Tête de liste    | Étiquette      | Premier tour   | Premier tour | Premier tour | Second tour    | Second tour | Second tour |
| Liste                                                                       | Liste                  | Tête de liste    | Étiquette      | Nombre de voix | Taux         | Sièges       | Nombre de voix | Taux        | Sièges      |
| --------------------------------------------------------------------------- | ---------------------- | ---------------- | -------------- | -------------- | ------------ | ------------ | -------------- | ----------- | ----------- |
|                                                                             | Courcouronnes au cœur  | Abdélaziz Ammari | DVG            | 1 350          | 26,99 %      | 5            |                |             |             |
|                                                                             | Courcouronnes ensemble | Stéphane Beaudet | UMP            | 3 152          | 70,01 %      | 28           |                |             |             |
|                                                                             |                        |                  |                |                |              |              |                |             |             |
| Inscrits                                                                    | Inscrits               | Inscrits         | Inscrits       | 7 671          | 100 %        |              |                |             |             |
| Abstentions                                                                 | Abstentions            | Abstentions      | Abstentions    | 3 014          | 39,29 %      |              |                |             |             |
| Votants                                                                     | Votants                | Votants          | Votants        | 4 657          | 60,71 %      |              |                |             |             |
| Blancs et nuls                                                              | Blancs et nuls         | Blancs et nuls   | Blancs et nuls | 155            | 3,33 %       |              |                |             |             |
| Exprimés                                                                    | Exprimés               | Exprimés         | Exprimés       | 4 502          | 96,67 %      |              |                |             |             |
| Sources : Ministère de l’Intérieur, Le Parisien, Le Figaro et L'Internaute. |                        |                  |                |                |              |              |                |             |             |

#### Crosne
- Maire sortant à Crosne : Alain Girard (PS)
- Tête de liste majoritaire élue à Crosne : Alain Girard (PS)

| Liste                                                                       | Liste                             | Tête de liste   | Étiquette      | Premier tour   | Premier tour | Premier tour | Second tour    | Second tour | Second tour |
| Liste                                                                       | Liste                             | Tête de liste   | Étiquette      | Nombre de voix | Taux         | Sièges       | Nombre de voix | Taux        | Sièges      |
| --------------------------------------------------------------------------- | --------------------------------- | --------------- | -------------- | -------------- | ------------ | ------------ | -------------- | ----------- | ----------- |
|                                                                             | Ensemble, le meilleur pour Crosne | Alain Girard    | PS             | 1 829          | 52,68 %      | 23           |                |             |             |
|                                                                             | Atout Crosne                      | Claudine Naas   | DVD            | 674            | 19,41 %      | 2            |                |             |             |
|                                                                             | Défense des intérêts communaux    | Jean Vives      | DVD            | 489            | 14,08 %      | 2            |                |             |             |
|                                                                             | Crosne pour tous                  | Sabine Di Renzo | VEC            | 480            | 13,82 %      | 2            |                |             |             |
|                                                                             |                                   |                 |                |                |              |              |                |             |             |
| Inscrits                                                                    | Inscrits                          | Inscrits        | Inscrits       | 5 817          | 100 %        |              |                |             |             |
| Abstentions                                                                 | Abstentions                       | Abstentions     | Abstentions    | 2 214          | 38,06 %      |              |                |             |             |
| Votants                                                                     | Votants                           | Votants         | Votants        | 3 603          | 61,94 %      |              |                |             |             |
| Blancs et nuls                                                              | Blancs et nuls                    | Blancs et nuls  | Blancs et nuls | 131            | 3,64 %       |              |                |             |             |
| Exprimés                                                                    | Exprimés                          | Exprimés        | Exprimés       | 3 472          | 96,36 %      |              |                |             |             |
| Sources : Ministère de l’Intérieur, Le Parisien, Le Figaro et L'Internaute. |                                   |                 |                |                |              |              |                |             |             |

#### Dourdan
- Maire sortant à Dourdan : Yves Tavernier (PS)
- Tête de liste majoritaire élue à Dourdan : Olivier Legois (DVD)

| Liste                                                                       | Liste                              | Tête de liste       | Étiquette      | Premier tour   | Premier tour | Premier tour | Second tour    | Second tour | Second tour |
| Liste                                                                       | Liste                              | Tête de liste       | Étiquette      | Nombre de voix | Taux         | Sièges       | Nombre de voix | Taux        | Sièges      |
| --------------------------------------------------------------------------- | ---------------------------------- | ------------------- | -------------- | -------------- | ------------ | ------------ | -------------- | ----------- | ----------- |
|                                                                             | Dourdan cœur de vie                | Olivier Legois      | DVG ou DVD     | 868            | 21,62 %      | 0            | 1 694          | 39,94 %     | 21          |
|                                                                             | Dourdan en mouvement               | Bertrand Julié      | MoDem          | 338            | 8,42 %       | 0            |                |             |             |
|                                                                             | Nouvel élan, ensemble pour Dourdan | Brigitte Zins       | PS             | 1 066          | 26,55 %      | 0            | 1 271          | 29,97 %     | 4           |
|                                                                             | Rassembler pour Dourdan            | Pierre Fayemi       | DVG            | 976            | 24,31 %      | 0            | 1 276          | 30,09 %     | 4           |
|                                                                             | Le bon sens pour Dourdan           | Nicolas Bellettieri | UMP            | 767            | 19,10 %      | 0            |                |             |             |
|                                                                             |                                    |                     |                |                |              |              |                |             |             |
| Inscrits                                                                    | Inscrits                           | Inscrits            | Inscrits       | 6 260          | 100 %        |              | 6 260          | 100 %       |             |
| Abstentions                                                                 | Abstentions                        | Abstentions         | Abstentions    | 2 134          | 34,09 %      | 1 928        | 30,80 %        |             |             |
| Votants                                                                     | Votants                            | Votants             | Votants        | 4 126          | 65,91 %      | 4 332        | 69,20 %        |             |             |
| Blancs et nuls                                                              | Blancs et nuls                     | Blancs et nuls      | Blancs et nuls | 111            | 2,69 %       | 91           | 2,10 %         |             |             |
| Exprimés                                                                    | Exprimés                           | Exprimés            | Exprimés       | 4 015          | 97,31 %      | 4 241        | 97,90 %        |             |             |
| Sources : Ministère de l’Intérieur, Le Parisien, Le Figaro et L'Internaute. |                                    |                     |                |                |              |              |                |             |             |

#### Draveil
- Maire sortant à Draveil : Georges Tron (UMP)
- Tête de liste majoritaire élue à Draveil : Georges Tron (UMP)

| Liste                                                                       | Liste                                       | Tête de liste          | Étiquette      | Premier tour   | Premier tour | Premier tour | Second tour    | Second tour | Second tour |
| Liste                                                                       | Liste                                       | Tête de liste          | Étiquette      | Nombre de voix | Taux         | Sièges       | Nombre de voix | Taux        | Sièges      |
| --------------------------------------------------------------------------- | ------------------------------------------- | ---------------------- | -------------- | -------------- | ------------ | ------------ | -------------- | ----------- | ----------- |
|                                                                             | Draveil de toutes nos forces                | Fabienne Sorolla       | MoDem          | 829            | 7,54 %       | 1            |                |             |             |
|                                                                             | Draveil en marche                           | Georges Tron           | UMP            | 6 510          | 59,22 %      | 29           |                |             |             |
|                                                                             | Draveil 2008, une ville à gauche            | Jean-Pascal Bonsignore | PCF            | 1 516          | 13,79 %      | 2            |                |             |             |
|                                                                             | Draveil, la qualité d’un engagement durable | Daniel Groiselle       | PS             | 2 138          | 19,45 %      | 3            |                |             |             |
|                                                                             |                                             |                        |                |                |              |              |                |             |             |
| Inscrits                                                                    | Inscrits                                    | Inscrits               | Inscrits       | 18 623         | 100 %        |              |                |             |             |
| Abstentions                                                                 | Abstentions                                 | Abstentions            | Abstentions    | 7 400          | 39,74 %      |              |                |             |             |
| Votants                                                                     | Votants                                     | Votants                | Votants        | 11 223         | 60,26 %      |              |                |             |             |
| Blancs et nuls                                                              | Blancs et nuls                              | Blancs et nuls         | Blancs et nuls | 230            | 2,05 %       |              |                |             |             |
| Exprimés                                                                    | Exprimés                                    | Exprimés               | Exprimés       | 10 993         | 97,95 %      |              |                |             |             |
| Sources : Ministère de l’Intérieur, Le Parisien, Le Figaro et L'Internaute. |                                             |                        |                |                |              |              |                |             |             |

#### Égly
- Maire sortant à Égly : Guy Goupil (DVD)
- Tête de liste majoritaire élue à Égly : Guy Goupil (DVD)

| Liste                                                                       | Liste                                             | Tête de liste    | Étiquette      | Premier tour   | Premier tour | Premier tour | Second tour    | Second tour | Second tour |
| Liste                                                                       | Liste                                             | Tête de liste    | Étiquette      | Nombre de voix | Taux         | Sièges       | Nombre de voix | Taux        | Sièges      |
| --------------------------------------------------------------------------- | ------------------------------------------------- | ---------------- | -------------- | -------------- | ------------ | ------------ | -------------- | ----------- | ----------- |
|                                                                             | Ensemble pour le développement et l’avenir d’Égly | Guy Goupil       | DVD            | 1 046          | 57,35 %      | 23           |                |             |             |
|                                                                             | Rassembler Égly                                   | Claude Josserand | DVG            | 778            | 42,65 %      | 6            |                |             |             |
|                                                                             |                                                   |                  |                |                |              |              |                |             |             |
| Inscrits                                                                    | Inscrits                                          | Inscrits         | Inscrits       | 3 219          | 100 %        |              |                |             |             |
| Abstentions                                                                 | Abstentions                                       | Abstentions      | Abstentions    | 1 305          | 40,54 %      |              |                |             |             |
| Votants                                                                     | Votants                                           | Votants          | Votants        | 1 914          | 59,46 %      |              |                |             |             |
| Blancs et nuls                                                              | Blancs et nuls                                    | Blancs et nuls   | Blancs et nuls | 90             | 4,70 %       |              |                |             |             |
| Exprimés                                                                    | Exprimés                                          | Exprimés         | Exprimés       | 1 824          | 95,30 %      |              |                |             |             |
| Sources : Ministère de l’Intérieur, Le Parisien, Le Figaro et L'Internaute. |                                                   |                  |                |                |              |              |                |             |             |

#### Épinay-sous-Sénart
- Maire sortant à Épinay-sous-Sénart : Christine Scelle-Maury (PS)
- Tête de liste majoritaire élue à Épinay-sous-Sénart : Christine Scelle-Maury (DVG)

| Liste                                                                       | Liste                      | Tête de liste          | Étiquette      | Premier tour   | Premier tour | Premier tour | Second tour    | Second tour | Second tour |
| Liste                                                                       | Liste                      | Tête de liste          | Étiquette      | Nombre de voix | Taux         | Sièges       | Nombre de voix | Taux        | Sièges      |
| --------------------------------------------------------------------------- | -------------------------- | ---------------------- | -------------- | -------------- | ------------ | ------------ | -------------- | ----------- | ----------- |
|                                                                             | Épinay une ville pour tous | Christine Scelle-Maury | DVG            | 2 055          | 51,54 %      | 25           |                |             |             |
|                                                                             | Épinay ensemble            | David Nadeau           | UMP            | 1 419          | 35,59 %      | 6            |                |             |             |
|                                                                             | Réussir ensemble Épinay    | Mourad Lebcir          | DVG            | 513            | 12,87 %      | 2            |                |             |             |
|                                                                             |                            |                        |                |                |              |              |                |             |             |
| Inscrits                                                                    | Inscrits                   | Inscrits               | Inscrits       | 6 839          | 100 %        |              |                |             |             |
| Abstentions                                                                 | Abstentions                | Abstentions            | Abstentions    | 2 747          | 40,17 %      |              |                |             |             |
| Votants                                                                     | Votants                    | Votants                | Votants        | 4 092          | 59,83 %      |              |                |             |             |
| Blancs et nuls                                                              | Blancs et nuls             | Blancs et nuls         | Blancs et nuls | 105            | 2,57 %       |              |                |             |             |
| Exprimés                                                                    | Exprimés                   | Exprimés               | Exprimés       | 3 987          | 97,43 %      |              |                |             |             |
| Sources : Ministère de l’Intérieur, Le Parisien, Le Figaro et L'Internaute. |                            |                        |                |                |              |              |                |             |             |

#### Épinay-sur-Orge
- Maire sortant à Épinay-sur-Orge : Guy Malherbe (UMP)
- Tête de liste majoritaire élue à Épinay-sur-Orge : Guy Malherbe (UMP)

| Liste                                                                       | Liste                          | Tête de liste  | Étiquette      | Premier tour   | Premier tour | Premier tour | Second tour    | Second tour | Second tour |
| Liste                                                                       | Liste                          | Tête de liste  | Étiquette      | Nombre de voix | Taux         | Sièges       | Nombre de voix | Taux        | Sièges      |
| --------------------------------------------------------------------------- | ------------------------------ | -------------- | -------------- | -------------- | ------------ | ------------ | -------------- | ----------- | ----------- |
|                                                                             | Liste alternative et citoyenne | Idir Chabane   | DVG            | 565            | 14,99 %      | 2            |                |             |             |
|                                                                             | Simplement Épinay              | Vincent Gallet | DVG            | 1 199          | 31,80 %      | 4            |                |             |             |
|                                                                             | Liste d’union municipale       | Guy Malherbe   | UMP            | 2 006          | 53,21 %      | 23           |                |             |             |
|                                                                             |                                |                |                |                |              |              |                |             |             |
| Inscrits                                                                    | Inscrits                       | Inscrits       | Inscrits       | 6 881          | 100 %        |              |                |             |             |
| Abstentions                                                                 | Abstentions                    | Abstentions    | Abstentions    | 2 947          | 42,83 %      |              |                |             |             |
| Votants                                                                     | Votants                        | Votants        | Votants        | 3 934          | 57,17 %      |              |                |             |             |
| Blancs et nuls                                                              | Blancs et nuls                 | Blancs et nuls | Blancs et nuls | 164            | 4,17 %       |              |                |             |             |
| Exprimés                                                                    | Exprimés                       | Exprimés       | Exprimés       | 3 770          | 95,83 %      |              |                |             |             |
| Sources : Ministère de l’Intérieur, Le Parisien, Le Figaro et L'Internaute. |                                |                |                |                |              |              |                |             |             |

#### Étampes
- Maire sortant à Étampes : Franck Marlin (UMP)
- Tête de liste majoritaire élue à Étampes : Franck Marlin (UMP)

| Liste                                                                       | Liste                      | Tête de liste    | Étiquette      | Premier tour   | Premier tour | Premier tour | Second tour    | Second tour | Second tour |
| Liste                                                                       | Liste                      | Tête de liste    | Étiquette      | Nombre de voix | Taux         | Sièges       | Nombre de voix | Taux        | Sièges      |
| --------------------------------------------------------------------------- | -------------------------- | ---------------- | -------------- | -------------- | ------------ | ------------ | -------------- | ----------- | ----------- |
|                                                                             | Étampes solidaire          | Didier Chareille | DVG            | 1 596          | 22,35 %      | 4            |                |             |             |
|                                                                             | À vos côtés pour Étampes   | Franck Marlin    | UMP            | 5 062          | 70,89 %      | 30           |                |             |             |
|                                                                             | L’autre choix pour Étampes | Gilles Guénot    | DVG            | 483            | 6,76 %       | 1            |                |             |             |
|                                                                             |                            |                  |                |                |              |              |                |             |             |
| Inscrits                                                                    | Inscrits                   | Inscrits         | Inscrits       | 11 880         | 100 %        |              |                |             |             |
| Abstentions                                                                 | Abstentions                | Abstentions      | Abstentions    | 4 448          | 37,44 %      |              |                |             |             |
| Votants                                                                     | Votants                    | Votants          | Votants        | 7 432          | 62,56 %      |              |                |             |             |
| Blancs et nuls                                                              | Blancs et nuls             | Blancs et nuls   | Blancs et nuls | 291            | 3,92 %       |              |                |             |             |
| Exprimés                                                                    | Exprimés                   | Exprimés         | Exprimés       | 7 141          | 96,08 %      |              |                |             |             |
| Sources : Ministère de l’Intérieur, Le Parisien, Le Figaro et L'Internaute. |                            |                  |                |                |              |              |                |             |             |

#### Étréchy
- Maire sortant à Étréchy : Julien Bourgeois (UMP)
- Tête de liste majoritaire élue à Étréchy : Julien Bourgeois (UMP)

| Liste                                                                       | Liste                          | Tête de liste    | Étiquette      | Premier tour   | Premier tour | Premier tour | Second tour    | Second tour | Second tour |
| Liste                                                                       | Liste                          | Tête de liste    | Étiquette      | Nombre de voix | Taux         | Sièges       | Nombre de voix | Taux        | Sièges      |
| --------------------------------------------------------------------------- | ------------------------------ | ---------------- | -------------- | -------------- | ------------ | ------------ | -------------- | ----------- | ----------- |
|                                                                             | Étréchy, ensemble et solidaire | Michel Gleyze    | DVG            | 1 474          | 49,81 %      | 7            |                |             |             |
|                                                                             | Étréchy avec vous              | Julien Bourgeois | UMP            | 1 485          | 50,19 %      | 22           |                |             |             |
|                                                                             |                                |                  |                |                |              |              |                |             |             |
| Inscrits                                                                    | Inscrits                       | Inscrits         | Inscrits       | 4 955          | 100 %        |              |                |             |             |
| Abstentions                                                                 | Abstentions                    | Abstentions      | Abstentions    | 1 866          | 37,66 %      |              |                |             |             |
| Votants                                                                     | Votants                        | Votants          | Votants        | 3 089          | 62,34 %      |              |                |             |             |
| Blancs et nuls                                                              | Blancs et nuls                 | Blancs et nuls   | Blancs et nuls | 130            | 4,21 %       |              |                |             |             |
| Exprimés                                                                    | Exprimés                       | Exprimés         | Exprimés       | 2 959          | 95,79 %      |              |                |             |             |
| Sources : Ministère de l’Intérieur, Le Parisien, Le Figaro et L'Internaute. |                                |                  |                |                |              |              |                |             |             |

#### Évry
- Maire sortant à Évry : Manuel Valls (PS)
- Tête de liste majoritaire élue à Évry : Manuel Valls (DVG)

| Liste                                                                       | Liste                       | Tête de liste     | Étiquette      | Premier tour   | Premier tour | Premier tour | Second tour    | Second tour | Second tour |
| Liste                                                                       | Liste                       | Tête de liste     | Étiquette      | Nombre de voix | Taux         | Sièges       | Nombre de voix | Taux        | Sièges      |
| --------------------------------------------------------------------------- | --------------------------- | ----------------- | -------------- | -------------- | ------------ | ------------ | -------------- | ----------- | ----------- |
|                                                                             | Osez le changement          | Francis Dominguez | UMP            | 1 610          | 13,91 %      | 3            |                |             |             |
|                                                                             | Vivons Évry                 | Joseph Nouvellon  | MoDem          | 881            | 7,61 %       | 1            |                |             |             |
|                                                                             | Évry 100 % à gauche         | Francis Couvidat  | EXG            | 949            | 8,20 %       | 1            |                |             |             |
|                                                                             | Évry, un avenir pour chacun | Manuel Valls      | DVG            | 8 134          | 70,28 %      | 38           |                |             |             |
|                                                                             |                             |                   |                |                |              |              |                |             |             |
| Inscrits                                                                    | Inscrits                    | Inscrits          | Inscrits       | 25 153         | 100 %        |              |                |             |             |
| Abstentions                                                                 | Abstentions                 | Abstentions       | Abstentions    | 13 194         | 52,45 %      |              |                |             |             |
| Votants                                                                     | Votants                     | Votants           | Votants        | 11 959         | 47,55 %      |              |                |             |             |
| Blancs et nuls                                                              | Blancs et nuls              | Blancs et nuls    | Blancs et nuls | 385            | 3,22 %       |              |                |             |             |
| Exprimés                                                                    | Exprimés                    | Exprimés          | Exprimés       | 11 574         | 96,78 %      |              |                |             |             |
| Sources : Ministère de l’Intérieur, Le Parisien, Le Figaro et L'Internaute. |                             |                   |                |                |              |              |                |             |             |

#### Fleury-Mérogis
- Maire sortant à Fleury-Mérogis : Michel Humbert (PCF)
- Tête de liste majoritaire élue à Fleury-Mérogis : Michel Humbert (DVG)

| Liste                                                                       | Liste                              | Tête de liste  | Étiquette      | Premier tour   | Premier tour | Premier tour | Second tour    | Second tour | Second tour |
| Liste                                                                       | Liste                              | Tête de liste  | Étiquette      | Nombre de voix | Taux         | Sièges       | Nombre de voix | Taux        | Sièges      |
| --------------------------------------------------------------------------- | ---------------------------------- | -------------- | -------------- | -------------- | ------------ | ------------ | -------------- | ----------- | ----------- |
|                                                                             | Fleury-Mérogis, unis et solidaires | Michel Humbert | DVG            | 831            | 100,00 %     | 29           |                |             |             |
|                                                                             |                                    |                |                |                |              |              |                |             |             |
| Inscrits                                                                    | Inscrits                           | Inscrits       | Inscrits       | 2 837          | 100 %        |              |                |             |             |
| Abstentions                                                                 | Abstentions                        | Abstentions    | Abstentions    | 1 685          | 59,39 %      |              |                |             |             |
| Votants                                                                     | Votants                            | Votants        | Votants        | 1 152          | 40,61 %      |              |                |             |             |
| Blancs et nuls                                                              | Blancs et nuls                     | Blancs et nuls | Blancs et nuls | 321            | 27,86 %      |              |                |             |             |
| Exprimés                                                                    | Exprimés                           | Exprimés       | Exprimés       | 831            | 72,14 %      |              |                |             |             |
| Sources : Ministère de l’Intérieur, Le Parisien, Le Figaro et L'Internaute. |                                    |                |                |                |              |              |                |             |             |

#### Forges-les-Bains
- Maire sortant à Forges-les-Bains : Christian Crouzel (PS)
- Tête de liste majoritaire élue à Forges-les-Bains : Antoine Lestien (DVD)

| Liste                                                                       | Liste          | Tête de liste   | Étiquette      | Premier tour   | Premier tour | Premier tour | Second tour    | Second tour | Second tour |
| Liste                                                                       | Liste          | Tête de liste   | Étiquette      | Nombre de voix | Taux         | Sièges       | Nombre de voix | Taux        | Sièges      |
| --------------------------------------------------------------------------- | -------------- | --------------- | -------------- | -------------- | ------------ | ------------ | -------------- | ----------- | ----------- |
|                                                                             | Forges @venir  | Antoine Lestien | DVD            | 849            | 55,45 %      | 21           |                |             |             |
|                                                                             | Atout Forges   | Sylvie Lagrange | DVG            | 682            | 44,55 %      | 6            |                |             |             |
|                                                                             |                |                 |                |                |              |              |                |             |             |
| Inscrits                                                                    | Inscrits       | Inscrits        | Inscrits       | 2 518          | 100 %        |              |                |             |             |
| Abstentions                                                                 | Abstentions    | Abstentions     | Abstentions    | 908            | 36,06 %      |              |                |             |             |
| Votants                                                                     | Votants        | Votants         | Votants        | 1 610          | 63,94 %      |              |                |             |             |
| Blancs et nuls                                                              | Blancs et nuls | Blancs et nuls  | Blancs et nuls | 79             | 4,91 %       |              |                |             |             |
| Exprimés                                                                    | Exprimés       | Exprimés        | Exprimés       | 1 531          | 95,09 %      |              |                |             |             |
| Sources : Ministère de l’Intérieur, Le Parisien, Le Figaro et L'Internaute. |                |                 |                |                |              |              |                |             |             |

#### Gif-sur-Yvette
- Maire sortant à Gif-sur-Yvette : Michel Bournat (UMP)
- Tête de liste majoritaire élue à Gif-sur-Yvette : Michel Bournat (UMP)

| Liste                                                                       | Liste                  | Tête de liste    | Étiquette      | Premier tour   | Premier tour | Premier tour | Second tour    | Second tour | Second tour |
| Liste                                                                       | Liste                  | Tête de liste    | Étiquette      | Nombre de voix | Taux         | Sièges       | Nombre de voix | Taux        | Sièges      |
| --------------------------------------------------------------------------- | ---------------------- | ---------------- | -------------- | -------------- | ------------ | ------------ | -------------- | ----------- | ----------- |
|                                                                             | Gif, osons l’avenir    | Élodie Guérin    | PS             | 3 278          | 35,49 %      | 6            |                |             |             |
|                                                                             | Écologif               | Michèle Gaspalou | VEC            | 845            | 9,15 %       | 1            |                |             |             |
|                                                                             | Pour Gif naturellement | Michel Bournat   | UMP            | 5 114          | 55,36 %      | 28           |                |             |             |
|                                                                             |                        |                  |                |                |              |              |                |             |             |
| Inscrits                                                                    | Inscrits               | Inscrits         | Inscrits       | 16 019         | 100 %        |              |                |             |             |
| Abstentions                                                                 | Abstentions            | Abstentions      | Abstentions    | 6 612          | 41,28 %      |              |                |             |             |
| Votants                                                                     | Votants                | Votants          | Votants        | 9 407          | 58,72 %      |              |                |             |             |
| Blancs et nuls                                                              | Blancs et nuls         | Blancs et nuls   | Blancs et nuls | 170            | 1,81 %       |              |                |             |             |
| Exprimés                                                                    | Exprimés               | Exprimés         | Exprimés       | 9 237          | 98,19 %      |              |                |             |             |
| Sources : Ministère de l’Intérieur, Le Parisien, Le Figaro et L'Internaute. |                        |                  |                |                |              |              |                |             |             |

#### Grigny
- Maire sortant à Grigny : Claude Vazquez (PCF)
- Tête de liste majoritaire élue à Grigny : Claude Vazquez (DVG)

| Liste                                                                       | Liste                         | Tête de liste   | Étiquette      | Premier tour   | Premier tour | Premier tour | Second tour    | Second tour | Second tour |
| Liste                                                                       | Liste                         | Tête de liste   | Étiquette      | Nombre de voix | Taux         | Sièges       | Nombre de voix | Taux        | Sièges      |
| --------------------------------------------------------------------------- | ----------------------------- | --------------- | -------------- | -------------- | ------------ | ------------ | -------------- | ----------- | ----------- |
|                                                                             | Unis et actifs pour Grigny    | Claude Vazquez  | DVG            | 2 301          | 49,23 %      | 0            | 2 602          | 51,01 %     | 27          |
|                                                                             | Prendre le parti des Grignois | Pascal Troadec  | DVG            | 961            | 20,56 %      | 0            | 1 338          | 26,23 %     | 5           |
|                                                                             | Vivre à Grigny                | Serge Gaubier   | MoDem          | 648            | 13,86 %      | 0            | 476            | 9,33 %      | 1           |
|                                                                             | Ensemble pour réussir Grigny  | Daniel Mourgeon | UMP            | 764            | 16,35 %      | 0            | 685            | 13,43 %     | 2           |
|                                                                             |                               |                 |                |                |              |              |                |             |             |
| Inscrits                                                                    | Inscrits                      | Inscrits        | Inscrits       | 10 781         | 100 %        |              | 10 781         | 100 %       |             |
| Abstentions                                                                 | Abstentions                   | Abstentions     | Abstentions    | 5 959          | 55,27 %      | 5 555        | 51,53 %        |             |             |
| Votants                                                                     | Votants                       | Votants         | Votants        | 4 822          | 44,73 %      | 5 226        | 48,47 %        |             |             |
| Blancs et nuls                                                              | Blancs et nuls                | Blancs et nuls  | Blancs et nuls | 148            | 3,07 %       | 125          | 2,39 %         |             |             |
| Exprimés                                                                    | Exprimés                      | Exprimés        | Exprimés       | 4 674          | 96,93 %      | 5 101        | 97,61 %        |             |             |
| Sources : Ministère de l’Intérieur, Le Parisien, Le Figaro et L'Internaute. |                               |                 |                |                |              |              |                |             |             |

#### Igny
- Maire sortant à Igny : Françoise Ribière (PS)
- Tête de liste majoritaire élue à Igny : Françoise Ribière (DVG)

| Liste                                                                       | Liste                          | Tête de liste     | Étiquette      | Premier tour   | Premier tour | Premier tour | Second tour    | Second tour | Second tour |
| Liste                                                                       | Liste                          | Tête de liste     | Étiquette      | Nombre de voix | Taux         | Sièges       | Nombre de voix | Taux        | Sièges      |
| --------------------------------------------------------------------------- | ------------------------------ | ----------------- | -------------- | -------------- | ------------ | ------------ | -------------- | ----------- | ----------- |
|                                                                             | Tous indépendants pour Igny    | Patricia Leclercq | DVD            | 769            | 18,06 %      | 0            |                |             |             |
|                                                                             | Ensemble, continuons pour Igny | Françoise Ribière | DVG            | 2 027          | 47,60 %      | 0            | 2 207          | 51,93 %     | 22          |
|                                                                             | Igny pour tous                 | Xavier Millois    | UMP            | 1 462          | 34,34 %      | 0            | 2 043          | 48,07 %     | 7           |
|                                                                             |                                |                   |                |                |              |              |                |             |             |
| Inscrits                                                                    | Inscrits                       | Inscrits          | Inscrits       | 7 149          | 100 %        |              | 7 149          | 100 %       |             |
| Abstentions                                                                 | Abstentions                    | Abstentions       | Abstentions    | 2 803          | 39,21 %      | 2 777        | 38,84 %        |             |             |
| Votants                                                                     | Votants                        | Votants           | Votants        | 4 346          | 60,79 %      | 4 372        | 61,16 %        |             |             |
| Blancs et nuls                                                              | Blancs et nuls                 | Blancs et nuls    | Blancs et nuls | 88             | 2,02 %       | 122          | 2,79 %         |             |             |
| Exprimés                                                                    | Exprimés                       | Exprimés          | Exprimés       | 4 258          | 97,98 %      | 4 250        | 97,21 %        |             |             |
| Sources : Ministère de l’Intérieur, Le Parisien, Le Figaro et L'Internaute. |                                |                   |                |                |              |              |                |             |             |

#### Itteville
- Maire sortant à Itteville : Michel Fayolle (PS)
- Tête de liste majoritaire élue à Itteville : Alexandre Spada (DVD)

| Liste                                                                       | Liste                                             | Tête de liste   | Étiquette      | Premier tour   | Premier tour | Premier tour | Second tour    | Second tour | Second tour |
| Liste                                                                       | Liste                                             | Tête de liste   | Étiquette      | Nombre de voix | Taux         | Sièges       | Nombre de voix | Taux        | Sièges      |
| --------------------------------------------------------------------------- | ------------------------------------------------- | --------------- | -------------- | -------------- | ------------ | ------------ | -------------- | ----------- | ----------- |
|                                                                             | Itteville autrement                               | Alexandre Spada | DVD            | 1 122          | 41,73 %      | 0            | 1 443          | 51,57 %     | 22          |
|                                                                             | Itteville démocratie, environnement et solidarité | Jean Peyramaure | DVG            | 343            | 12,76 %      | 0            |                |             |             |
|                                                                             | Agir pour Itteville                               | Michel Fayolle  | PS             | 1 224          | 45,52 %      | 0            | 1 355          | 48,43 %     | 7           |
|                                                                             |                                                   |                 |                |                |              |              |                |             |             |
| Inscrits                                                                    | Inscrits                                          | Inscrits        | Inscrits       | 4 093          | 100 %        |              | 4 093          | 100 %       |             |
| Abstentions                                                                 | Abstentions                                       | Abstentions     | Abstentions    | 1 306          | 31,91 %      | 1 236        | 30,20 %        |             |             |
| Votants                                                                     | Votants                                           | Votants         | Votants        | 2 787          | 68,09 %      | 2 857        | 69,80 %        |             |             |
| Blancs et nuls                                                              | Blancs et nuls                                    | Blancs et nuls  | Blancs et nuls | 98             | 3,52 %       | 59           | 2,07 %         |             |             |
| Exprimés                                                                    | Exprimés                                          | Exprimés        | Exprimés       | 2 689          | 96,48 %      | 2 798        | 97,93 %        |             |             |
| Sources : Ministère de l’Intérieur, Le Parisien, Le Figaro et L'Internaute. |                                                   |                 |                |                |              |              |                |             |             |

#### Juvisy-sur-Orge
- Maire sortant à Juvisy-sur-Orge : Étienne Chaufour (PS)
- Tête de liste majoritaire élue à Juvisy-sur-Orge : Étienne Chaufour (DVG)

| Liste                                                                       | Liste                                              | Tête de liste    | Étiquette      | Premier tour   | Premier tour | Premier tour | Second tour    | Second tour | Second tour |
| Liste                                                                       | Liste                                              | Tête de liste    | Étiquette      | Nombre de voix | Taux         | Sièges       | Nombre de voix | Taux        | Sièges      |
| --------------------------------------------------------------------------- | -------------------------------------------------- | ---------------- | -------------- | -------------- | ------------ | ------------ | -------------- | ----------- | ----------- |
|                                                                             | Juvisy renouveau                                   | Danielle Subey   | DVD            | 1 825          | 38,25 %      | 6            |                |             |             |
|                                                                             | Juvisy, ensemble pour une ville qui nous rassemble | Étienne Chaufour | DVG            | 2 946          | 61,75 %      | 27           |                |             |             |
|                                                                             |                                                    |                  |                |                |              |              |                |             |             |
| Inscrits                                                                    | Inscrits                                           | Inscrits         | Inscrits       | 8 352          | 100 %        |              |                |             |             |
| Abstentions                                                                 | Abstentions                                        | Abstentions      | Abstentions    | 3 367          | 40,31 %      |              |                |             |             |
| Votants                                                                     | Votants                                            | Votants          | Votants        | 4 985          | 59,69 %      |              |                |             |             |
| Blancs et nuls                                                              | Blancs et nuls                                     | Blancs et nuls   | Blancs et nuls | 214            | 4,29 %       |              |                |             |             |
| Exprimés                                                                    | Exprimés                                           | Exprimés         | Exprimés       | 4 771          | 95,71 %      |              |                |             |             |
| Sources : Ministère de l’Intérieur, Le Parisien, Le Figaro et L'Internaute. |                                                    |                  |                |                |              |              |                |             |             |

#### La Ferté-Alais
- Maire sortant à La Ferté-Alais : Philippe Autrive (PS)
- Tête de liste majoritaire élue à La Ferté-Alais : Christian Karrer (DVG)

| Liste                                                                       | Liste                                    | Tête de liste         | Étiquette      | Premier tour   | Premier tour | Premier tour | Second tour    | Second tour | Second tour |
| Liste                                                                       | Liste                                    | Tête de liste         | Étiquette      | Nombre de voix | Taux         | Sièges       | Nombre de voix | Taux        | Sièges      |
| --------------------------------------------------------------------------- | ---------------------------------------- | --------------------- | -------------- | -------------- | ------------ | ------------ | -------------- | ----------- | ----------- |
|                                                                             | La Ferté aujourd’hui et demain           | Philippe Van Rossomme | DVG            | 494            | 33,27 %      | 0            | 562            | 36,33       | 5           |
|                                                                             | Ensemble construisons l’avenir           | Jacqueline Galeazzi   | DVD            | 365            | 24,58 %      | 0            | 357            | 23,08 %     | 3           |
|                                                                             | Ensemble pour l’avenir de La Ferté-Alais | Christian Karrer      | DVG            | 626            | 42,15 %      | 0            | 628            | 40,59 %     | 19          |
|                                                                             |                                          |                       |                |                |              |              |                |             |             |
| Inscrits                                                                    | Inscrits                                 | Inscrits              | Inscrits       | 2 778          | 100 %        |              | 2 778          | 100 %       |             |
| Abstentions                                                                 | Abstentions                              | Abstentions           | Abstentions    | 1 211          | 43,59 %      | 1 184        | 42,62 %        |             |             |
| Votants                                                                     | Votants                                  | Votants               | Votants        | 1 567          | 56,41 %      | 1 594        | 57,38 %        |             |             |
| Blancs et nuls                                                              | Blancs et nuls                           | Blancs et nuls        | Blancs et nuls | 82             | 5,23 %       | 47           | 2,95 %         |             |             |
| Exprimés                                                                    | Exprimés                                 | Exprimés              | Exprimés       | 1 485          | 94,77 %      | 1 547        | 97,05 %        |             |             |
| Sources : Ministère de l’Intérieur, Le Parisien, Le Figaro et L'Internaute. |                                          |                       |                |                |              |              |                |             |             |

#### La Norville
- Maire sortant à La Norville : Bernard Filleul (PS)
- Tête de liste majoritaire élue à La Norville : Bernard Filleul (PS)

| Liste                                                                       | Liste                    | Tête de liste    | Étiquette      | Premier tour   | Premier tour | Premier tour | Second tour    | Second tour | Second tour |
| Liste                                                                       | Liste                    | Tête de liste    | Étiquette      | Nombre de voix | Taux         | Sièges       | Nombre de voix | Taux        | Sièges      |
| --------------------------------------------------------------------------- | ------------------------ | ---------------- | -------------- | -------------- | ------------ | ------------ | -------------- | ----------- | ----------- |
|                                                                             | La Norville demain       | Jean-Paul Lebrec | DVD            | 611            | 30,61 %      | 4            |                |             |             |
|                                                                             | Bien vivre à La Norville | Bernard Filleul  | PS             | 1 385          | 69,39 %      | 23           |                |             |             |
|                                                                             |                          |                  |                |                |              |              |                |             |             |
| Inscrits                                                                    | Inscrits                 | Inscrits         | Inscrits       | 3 069          | 100 %        |              |                |             |             |
| Abstentions                                                                 | Abstentions              | Abstentions      | Abstentions    | 1 023          | 33,33 %      |              |                |             |             |
| Votants                                                                     | Votants                  | Votants          | Votants        | 2 046          | 66,67 %      |              |                |             |             |
| Blancs et nuls                                                              | Blancs et nuls           | Blancs et nuls   | Blancs et nuls | 50             | 2,44 %       |              |                |             |             |
| Exprimés                                                                    | Exprimés                 | Exprimés         | Exprimés       | 1 996          | 97,56 %      |              |                |             |             |
| Sources : Ministère de l’Intérieur, Le Parisien, Le Figaro et L'Internaute. |                          |                  |                |                |              |              |                |             |             |

#### La Ville-du-Bois
- Maire sortant à La Ville-du-Bois : Jean-Pierre Meur (DVD)
- Tête de liste majoritaire élue à La Ville-du-Bois : Jean-Pierre Meur (DVD)

| Liste                                                                       | Liste                                      | Tête de liste    | Étiquette      | Premier tour   | Premier tour | Premier tour | Second tour    | Second tour | Second tour |
| Liste                                                                       | Liste                                      | Tête de liste    | Étiquette      | Nombre de voix | Taux         | Sièges       | Nombre de voix | Taux        | Sièges      |
| --------------------------------------------------------------------------- | ------------------------------------------ | ---------------- | -------------- | -------------- | ------------ | ------------ | -------------- | ----------- | ----------- |
|                                                                             | Union communale de La Ville-du-Bois - UCVB | Jean-Pierre Meur | DVD            | 1 203          | 50,78 %      | 23           |                |             |             |
|                                                                             | Vivre autrement                            | Véronique Pujol  | DVG            | 597            | 25,20 %      | 3            |                |             |             |
|                                                                             | Avenir et progrès VDB                      | Patrick Rapp     | DVD            | 569            | 24,02 %      | 3            |                |             |             |
|                                                                             |                                            |                  |                |                |              |              |                |             |             |
| Inscrits                                                                    | Inscrits                                   | Inscrits         | Inscrits       | 4 148          | 100 %        |              |                |             |             |
| Abstentions                                                                 | Abstentions                                | Abstentions      | Abstentions    | 1 732          | 41,76 %      |              |                |             |             |
| Votants                                                                     | Votants                                    | Votants          | Votants        | 2 416          | 58,24 %      |              |                |             |             |
| Blancs et nuls                                                              | Blancs et nuls                             | Blancs et nuls   | Blancs et nuls | 47             | 1,95 %       |              |                |             |             |
| Exprimés                                                                    | Exprimés                                   | Exprimés         | Exprimés       | 2 369          | 98,05 %      |              |                |             |             |
| Sources : Ministère de l’Intérieur, Le Parisien, Le Figaro et L'Internaute. |                                            |                  |                |                |              |              |                |             |             |

#### Lardy
- Maire sortant à Lardy : Claude Roch (DVG)
- Tête de liste majoritaire élue à Lardy : Claude Roch (DVG)

| Liste                                                                       | Liste                             | Tête de liste      | Étiquette      | Premier tour   | Premier tour | Premier tour | Second tour    | Second tour | Second tour |
| Liste                                                                       | Liste                             | Tête de liste      | Étiquette      | Nombre de voix | Taux         | Sièges       | Nombre de voix | Taux        | Sièges      |
| --------------------------------------------------------------------------- | --------------------------------- | ------------------ | -------------- | -------------- | ------------ | ------------ | -------------- | ----------- | ----------- |
|                                                                             | Démocratie - Solidarité - Progrès | Claude Roch        | DVG            | 1 197          | 51,46 %      | 23           |                |             |             |
|                                                                             | Vivre Lardy, l’art d’y vivre      | Yves Chevillon     | DVG            | 540            | 23,22 %      | 3            |                |             |             |
|                                                                             | Lardy-sur-Juine : la liste        | Dominique Bougraud | DVD            | 589            | 25,32 %      | 3            |                |             |             |
|                                                                             |                                   |                    |                |                |              |              |                |             |             |
| Inscrits                                                                    | Inscrits                          | Inscrits           | Inscrits       | 3 896          | 100 %        |              |                |             |             |
| Abstentions                                                                 | Abstentions                       | Abstentions        | Abstentions    | 1 468          | 37,68 %      |              |                |             |             |
| Votants                                                                     | Votants                           | Votants            | Votants        | 2 428          | 62,32 %      |              |                |             |             |
| Blancs et nuls                                                              | Blancs et nuls                    | Blancs et nuls     | Blancs et nuls | 102            | 4,20 %       |              |                |             |             |
| Exprimés                                                                    | Exprimés                          | Exprimés           | Exprimés       | 2 326          | 95,80 %      |              |                |             |             |
| Sources : Ministère de l’Intérieur, Le Parisien, Le Figaro et L'Internaute. |                                   |                    |                |                |              |              |                |             |             |

#### Le Plessis-Pâté
- Maire sortant au Plessis-Pâté : Jean Miné (DVD)
- Tête de liste majoritaire élue au Plessis-Pâté : Sylvain Tanguy (DVG)

| Liste                                                                       | Liste                                          | Tête de liste    | Étiquette      | Premier tour   | Premier tour | Premier tour | Second tour    | Second tour | Second tour |
| Liste                                                                       | Liste                                          | Tête de liste    | Étiquette      | Nombre de voix | Taux         | Sièges       | Nombre de voix | Taux        | Sièges      |
| --------------------------------------------------------------------------- | ---------------------------------------------- | ---------------- | -------------- | -------------- | ------------ | ------------ | -------------- | ----------- | ----------- |
|                                                                             | Le Plessis-Pâté avec vous, maîtrisons l'avenir | Sylvain Tanguy   | DVG            | 665            | 39,07 %      | 0            | 852            | 50,74 %     | 21          |
|                                                                             | Plessis-Village                                | Gilbert Paris    | DVD            | 736            | 43,24 %      | 0            | 827            | 49,26 %     | 6           |
|                                                                             | Innovation et dialogue pour Le Plessis-Pâté    | Francis Lajoinie | DVD            | 301            | 17,69 %      | 0            |                |             |             |
|                                                                             |                                                |                  |                |                |              |              |                |             |             |
| Inscrits                                                                    | Inscrits                                       | Inscrits         | Inscrits       | 2 571          | 100 %        |              | 2 571          | 100 %       |             |
| Abstentions                                                                 | Abstentions                                    | Abstentions      | Abstentions    | 818            | 31,82 %      | 826          | 32,13 %        |             |             |
| Votants                                                                     | Votants                                        | Votants          | Votants        | 1 753          | 68,18 %      | 1 745        | 67,87 %        |             |             |
| Blancs et nuls                                                              | Blancs et nuls                                 | Blancs et nuls   | Blancs et nuls | 51             | 2,91 %       | 66           | 3,78 %         |             |             |
| Exprimés                                                                    | Exprimés                                       | Exprimés         | Exprimés       | 1 702          | 97,09 %      | 1 679        | 96,22 %        |             |             |
| Sources : Ministère de l’Intérieur, Le Parisien, Le Figaro et L'Internaute. |                                                |                  |                |                |              |              |                |             |             |

#### Les Ulis
- Maire sortant aux Ulis : Paul Loridant (PS)
- Tête de liste majoritaire élue aux Ulis : Maud Olivier (PS)

| Liste                                                                       | Liste                                            | Tête de liste           | Étiquette      | Premier tour   | Premier tour | Premier tour | Second tour    | Second tour | Second tour |
| Liste                                                                       | Liste                                            | Tête de liste           | Étiquette      | Nombre de voix | Taux         | Sièges       | Nombre de voix | Taux        | Sièges      |
| --------------------------------------------------------------------------- | ------------------------------------------------ | ----------------------- | -------------- | -------------- | ------------ | ------------ | -------------- | ----------- | ----------- |
|                                                                             | La gauche unie pour l’avenir des Ulis            | Maud Olivier            | PS             | 3 026          | 43,65 %      | 0            | 3 477          | 48,03 %     | 27          |
|                                                                             | La maison ouverte                                | Guy Bardin              | DVG            | 341            | 4,92 %       | 0            |                |             |             |
|                                                                             | Les Ulis en avant                                | Paul Loridant           | DVG            | 2 644          | 38,14 %      | 0            | 3 034          | 41,91 %     | 7           |
|                                                                             | Liste arc-en-ciel, mieux vivre ensemble aux Ulis | Jamal Eddine El Midaoui | SE             | 0              | 0,00 %       | 0            |                |             |             |
|                                                                             | Réunir pour agir                                 | Franck Del Boccio       | UMP            | 783            | 11,29 %      | 0            | 728            | 10,06 %     | 1           |
|                                                                             | Liste ouvrière indépendante pour Les Ulis        | Grégory Chaboussant     | DVG            | 139            | 2,00 %       | 0            |                |             |             |
|                                                                             |                                                  |                         |                |                |              |              |                |             |             |
| Inscrits                                                                    | Inscrits                                         | Inscrits                | Inscrits       | 12 605         | 100 %        |              | 12 604         | 100 %       |             |
| Abstentions                                                                 | Abstentions                                      | Abstentions             | Abstentions    | 5 463          | 43,34 %      | 5 249        | 41,65 %        |             |             |
| Votants                                                                     | Votants                                          | Votants                 | Votants        | 7 142          | 56,66 %      | 7 355        | 58,35 %        |             |             |
| Blancs et nuls                                                              | Blancs et nuls                                   | Blancs et nuls          | Blancs et nuls | 209            | 2,93 %       | 116          | 1,58 %         |             |             |
| Exprimés                                                                    | Exprimés                                         | Exprimés                | Exprimés       | 6 933          | 97,07 %      | 7 239        | 98,42 %        |             |             |
| Sources : Ministère de l’Intérieur, Le Parisien, Le Figaro et L'Internaute. |                                                  |                         |                |                |              |              |                |             |             |

#### Leuville-sur-Orge
- Maire sortant à Leuville-sur-Orge : Daniel Esprin (DVG)
- Tête de liste majoritaire élue à Leuville-sur-Orge : Daniel Esprin (DVG)

| Liste                                                                       | Liste                                  | Tête de liste    | Étiquette      | Premier tour   | Premier tour | Premier tour | Second tour    | Second tour | Second tour |
| Liste                                                                       | Liste                                  | Tête de liste    | Étiquette      | Nombre de voix | Taux         | Sièges       | Nombre de voix | Taux        | Sièges      |
| --------------------------------------------------------------------------- | -------------------------------------- | ---------------- | -------------- | -------------- | ------------ | ------------ | -------------- | ----------- | ----------- |
|                                                                             | Les Leuvillois unis                    | Sylvestre Musial | DVD            | 504            | 30,07 %      | 4            |                |             |             |
|                                                                             | Athis-Mons avance avec François Garcia | François Garcia  | DVG            | 1 172          | 69,93 %      | 23           |                |             |             |
|                                                                             |                                        |                  |                |                |              |              |                |             |             |
| Inscrits                                                                    | Inscrits                               | Inscrits         | Inscrits       | 2 707          | 100 %        |              |                |             |             |
| Abstentions                                                                 | Abstentions                            | Abstentions      | Abstentions    | 965            | 35,65 %      |              |                |             |             |
| Votants                                                                     | Votants                                | Votants          | Votants        | 1 742          | 64,35 %      |              |                |             |             |
| Blancs et nuls                                                              | Blancs et nuls                         | Blancs et nuls   | Blancs et nuls | 66             | 3,79 %       |              |                |             |             |
| Exprimés                                                                    | Exprimés                               | Exprimés         | Exprimés       | 1 676          | 96,21 %      |              |                |             |             |
| Sources : Ministère de l’Intérieur, Le Parisien, Le Figaro et L'Internaute. |                                        |                  |                |                |              |              |                |             |             |

#### Limours
- Maire sortant à Limours : Jean-Raymond Hugonet (NC)
- Tête de liste majoritaire élue à Limours : Jean-Raymond Hugonet (NC)

| Liste                                                                       | Liste             | Tête de liste        | Étiquette      | Premier tour   | Premier tour | Premier tour | Second tour    | Second tour | Second tour |
| Liste                                                                       | Liste             | Tête de liste        | Étiquette      | Nombre de voix | Taux         | Sièges       | Nombre de voix | Taux        | Sièges      |
| --------------------------------------------------------------------------- | ----------------- | -------------------- | -------------- | -------------- | ------------ | ------------ | -------------- | ----------- | ----------- |
|                                                                             | Aimons Limours    | Jean-Raymond Hugonet | NC             | 2 126          | 67,32 %      | 25           |                |             |             |
|                                                                             | Limours pour tous | Nathalie Guiserix    | PS             | 1 032          | 32,68 %      | 4            |                |             |             |
|                                                                             |                   |                      |                |                |              |              |                |             |             |
| Inscrits                                                                    | Inscrits          | Inscrits             | Inscrits       | 4 783          | 100 %        |              |                |             |             |
| Abstentions                                                                 | Abstentions       | Abstentions          | Abstentions    | 1 555          | 32,51 %      |              |                |             |             |
| Votants                                                                     | Votants           | Votants              | Votants        | 3 228          | 67,49 %      |              |                |             |             |
| Blancs et nuls                                                              | Blancs et nuls    | Blancs et nuls       | Blancs et nuls | 70             | 2,17 %       |              |                |             |             |
| Exprimés                                                                    | Exprimés          | Exprimés             | Exprimés       | 3 158          | 97,83 %      |              |                |             |             |
| Sources : Ministère de l’Intérieur, Le Parisien, Le Figaro et L'Internaute. |                   |                      |                |                |              |              |                |             |             |

#### Linas
- Maire sortant à Linas : François Pelletant (DVD)
- Tête de liste majoritaire élue à Linas : François Pelletant (DVD)

| Liste                                                                       | Liste                     | Tête de liste      | Étiquette      | Premier tour   | Premier tour | Premier tour | Second tour    | Second tour | Second tour |
| Liste                                                                       | Liste                     | Tête de liste      | Étiquette      | Nombre de voix | Taux         | Sièges       | Nombre de voix | Taux        | Sièges      |
| --------------------------------------------------------------------------- | ------------------------- | ------------------ | -------------- | -------------- | ------------ | ------------ | -------------- | ----------- | ----------- |
|                                                                             | Linas de cœur et d’action | François Pelletant | DVD            | 1 427          | 63,82 %      | 22           |                |             |             |
|                                                                             | L8, l’avenir ensemble     | Jean Chiquet       | DVD            | 809            | 36,18 %      | 5            |                |             |             |
|                                                                             |                           |                    |                |                |              |              |                |             |             |
| Inscrits                                                                    | Inscrits                  | Inscrits           | Inscrits       | 3 616          | 100 %        |              |                |             |             |
| Abstentions                                                                 | Abstentions               | Abstentions        | Abstentions    | 1 274          | 35,23 %      |              |                |             |             |
| Votants                                                                     | Votants                   | Votants            | Votants        | 2 342          | 64,77 %      |              |                |             |             |
| Blancs et nuls                                                              | Blancs et nuls            | Blancs et nuls     | Blancs et nuls | 106            | 4,53 %       |              |                |             |             |
| Exprimés                                                                    | Exprimés                  | Exprimés           | Exprimés       | 2 236          | 95,47 %      |              |                |             |             |
| Sources : Ministère de l’Intérieur, Le Parisien, Le Figaro et L'Internaute. |                           |                    |                |                |              |              |                |             |             |

#### Lisses
- Maire sortant à Lisses : Thierry Lafon (DVD)
- Tête de liste majoritaire élue à Lisses : Thierry Lafon (DVD)

| Liste                                                                       | Liste                                                | Tête de liste  | Étiquette      | Premier tour   | Premier tour | Premier tour | Second tour    | Second tour | Second tour |
| Liste                                                                       | Liste                                                | Tête de liste  | Étiquette      | Nombre de voix | Taux         | Sièges       | Nombre de voix | Taux        | Sièges      |
| --------------------------------------------------------------------------- | ---------------------------------------------------- | -------------- | -------------- | -------------- | ------------ | ------------ | -------------- | ----------- | ----------- |
|                                                                             | Lisses 2008                                          | Thierry Lafon  | DVD            | 1 819          | 53,13 %      | 22           |                |             |             |
|                                                                             | Agir pour Lisses - La gauche innovante et rassemblée | Christian Dron | DVG            | 1 605          | 46,88 %      | 7            |                |             |             |
|                                                                             |                                                      |                |                |                |              |              |                |             |             |
| Inscrits                                                                    | Inscrits                                             | Inscrits       | Inscrits       | 5 025          | 100 %        |              |                |             |             |
| Abstentions                                                                 | Abstentions                                          | Abstentions    | Abstentions    | 1 509          | 30,03 %      |              |                |             |             |
| Votants                                                                     | Votants                                              | Votants        | Votants        | 3 516          | 69,97 %      |              |                |             |             |
| Blancs et nuls                                                              | Blancs et nuls                                       | Blancs et nuls | Blancs et nuls | 92             | 2,62 %       |              |                |             |             |
| Exprimés                                                                    | Exprimés                                             | Exprimés       | Exprimés       | 3 424          | 97,38 %      |              |                |             |             |
| Sources : Ministère de l’Intérieur, Le Parisien, Le Figaro et L'Internaute. |                                                      |                |                |                |              |              |                |             |             |

#### Longjumeau
- Maire sortant à Longjumeau : Bernard Nieuviaert (DVD)
- Tête de liste majoritaire élue à Longjumeau : Nathalie Kosciusko-Morizet (UMP)

| Liste                                                                       | Liste                   | Tête de liste              | Étiquette      | Premier tour   | Premier tour | Premier tour | Second tour    | Second tour | Second tour |
| Liste                                                                       | Liste                   | Tête de liste              | Étiquette      | Nombre de voix | Taux         | Sièges       | Nombre de voix | Taux        | Sièges      |
| --------------------------------------------------------------------------- | ----------------------- | -------------------------- | -------------- | -------------- | ------------ | ------------ | -------------- | ----------- | ----------- |
|                                                                             | Pour Longjumeau         | Nathalie Kosciusko-Morizet | UMP            | 2 956          | 39,90 %      | 0            | 3 816          | 47,27 %     | 25          |
|                                                                             | Longjumeau avant tout   | Philippe Schmit            | DVG            | 950            | 12,82 %      | 0            | 480            | 5,95 %      | 1           |
|                                                                             | Faire gagner Longjumeau | Jean-Claude Marquez        | DVG            | 2 673          | 36,08 %      | 0            | 3 777          | 46,79 %     | 7           |
|                                                                             | Ensemble pour réussir   | Guy Bouclet                | DVD            | 830            | 11,20 %      | 0            |                |             |             |
|                                                                             |                         |                            |                |                |              |              |                |             |             |
| Inscrits                                                                    | Inscrits                | Inscrits                   | Inscrits       | 13 245         | 100 %        |              | 13 245         | 100 %       |             |
| Abstentions                                                                 | Abstentions             | Abstentions                | Abstentions    | 5 591          | 42,21 %      | 4 973        | 37,55 %        |             |             |
| Votants                                                                     | Votants                 | Votants                    | Votants        | 7 654          | 57,79 %      | 8 272        | 62,45 %        |             |             |
| Blancs et nuls                                                              | Blancs et nuls          | Blancs et nuls             | Blancs et nuls | 245            | 3,20 %       | 199          | 2,41 %         |             |             |
| Exprimés                                                                    | Exprimés                | Exprimés                   | Exprimés       | 7 409          | 96,80 %      | 8 073        | 97,59 %        |             |             |
| Sources : Ministère de l’Intérieur, Le Parisien, Le Figaro et L'Internaute. |                         |                            |                |                |              |              |                |             |             |

#### Longpont-sur-Orge
- Maire sortant à Longpont-sur-Orge : Jean-Jacques Scherchen (UMP)
- Tête de liste majoritaire élue à Longpont-sur-Orge : Delphine Antonetti (DVG)

| Liste                                                                       | Liste                              | Tête de liste        | Étiquette      | Premier tour   | Premier tour | Premier tour | Second tour    | Second tour | Second tour |
| Liste                                                                       | Liste                              | Tête de liste        | Étiquette      | Nombre de voix | Taux         | Sièges       | Nombre de voix | Taux        | Sièges      |
| --------------------------------------------------------------------------- | ---------------------------------- | -------------------- | -------------- | -------------- | ------------ | ------------ | -------------- | ----------- | ----------- |
|                                                                             | Bien vivre à Longpont              | Jean-Pierre Philippe | UMP            | 665            | 25,29 %      | 0            | 863            | 31,58 %     | 4           |
|                                                                             | Longpont démocratie et patrimoines | Philippe Hamon       | DVD            | 796            | 30,28 %      | 0            | 738            | 27,00 %     | 4           |
|                                                                             | Longpont gauche unie               | Delphine Antonetti   | DVG            | 797            | 30,32 %      | 0            | 1 132          | 41,42 %     | 21          |
|                                                                             | Ensemble, réussir Longpont         | Jean Jacquin         | MoDem          | 371            | 14,11 %      | 0            |                |             |             |
|                                                                             |                                    |                      |                |                |              |              |                |             |             |
| Inscrits                                                                    | Inscrits                           | Inscrits             | Inscrits       | 4 243          | 100 %        |              | 4 245          | 100 %       |             |
| Abstentions                                                                 | Abstentions                        | Abstentions          | Abstentions    | 1 545          | 36,41 %      | 1 426        | 33,59 %        |             |             |
| Votants                                                                     | Votants                            | Votants              | Votants        | 2 698          | 63,59 %      | 2 819        | 66,41 %        |             |             |
| Blancs et nuls                                                              | Blancs et nuls                     | Blancs et nuls       | Blancs et nuls | 69             | 2,56 %       | 86           | 3,05 %         |             |             |
| Exprimés                                                                    | Exprimés                           | Exprimés             | Exprimés       | 2 629          | 97,44 %      | 2 733        | 96,95 %        |             |             |
| Sources : Ministère de l’Intérieur, Le Parisien, Le Figaro et L'Internaute. |                                    |                      |                |                |              |              |                |             |             |

#### Marcoussis
- Maire sortant à Marcoussis : Olivier Thomas (PS)
- Tête de liste majoritaire élue à Marcoussis : Olivier Thomas (DVG)

| Liste                                                                       | Liste                     | Tête de liste  | Étiquette      | Premier tour   | Premier tour | Premier tour | Second tour    | Second tour | Second tour |
| Liste                                                                       | Liste                     | Tête de liste  | Étiquette      | Nombre de voix | Taux         | Sièges       | Nombre de voix | Taux        | Sièges      |
| --------------------------------------------------------------------------- | ------------------------- | -------------- | -------------- | -------------- | ------------ | ------------ | -------------- | ----------- | ----------- |
|                                                                             | Ensemble pour Marcoussis  | Laurent Pruvot | UMP            | 1 037          | 27,62 %      | 4            |                |             |             |
|                                                                             | Marcoussis, passionnément | Olivier Thomas | DVG            | 2 717          | 72,38 %      | 25           |                |             |             |
|                                                                             |                           |                |                |                |              |              |                |             |             |
| Inscrits                                                                    | Inscrits                  | Inscrits       | Inscrits       | 5 403          | 100 %        |              |                |             |             |
| Abstentions                                                                 | Abstentions               | Abstentions    | Abstentions    | 1 538          | 28,47 %      |              |                |             |             |
| Votants                                                                     | Votants                   | Votants        | Votants        | 3 865          | 71,53 %      |              |                |             |             |
| Blancs et nuls                                                              | Blancs et nuls            | Blancs et nuls | Blancs et nuls | 111            | 2,87 %       |              |                |             |             |
| Exprimés                                                                    | Exprimés                  | Exprimés       | Exprimés       | 3 754          | 97,13 %      |              |                |             |             |
| Sources : Ministère de l’Intérieur, Le Parisien, Le Figaro et L'Internaute. |                           |                |                |                |              |              |                |             |             |

#### Marolles-en-Hurepoix
- Maire sortant à Marolles-en-Hurepoix : Alain Loiseau (DVD)
- Tête de liste majoritaire élue à Marolles-en-Hurepoix : Georges Joubert (DVD)

| Liste                                                                       | Liste                    | Tête de liste   | Étiquette      | Premier tour   | Premier tour | Premier tour | Second tour    | Second tour | Second tour |
| Liste                                                                       | Liste                    | Tête de liste   | Étiquette      | Nombre de voix | Taux         | Sièges       | Nombre de voix | Taux        | Sièges      |
| --------------------------------------------------------------------------- | ------------------------ | --------------- | -------------- | -------------- | ------------ | ------------ | -------------- | ----------- | ----------- |
|                                                                             | Marolles avec vous       | Yves Penverne   | DVG            | 657            | 27,43 %      | 0            |                |             |             |
|                                                                             | Liste d’intérêt communal | Alain Loiseau   | DVD            | 742            | 30,98 %      | 0            | 1 014          | 43,63 %     | 6           |
|                                                                             | Marolles renouveau       | Georges Joubert | DVD            | 996            | 41,59 %      | 0            | 1 310          | 56,37 %     | 21          |
|                                                                             |                          |                 |                |                |              |              |                |             |             |
| Inscrits                                                                    | Inscrits                 | Inscrits        | Inscrits       | 3 588          | 100 %        |              | 3 588          | 100 %       |             |
| Abstentions                                                                 | Abstentions              | Abstentions     | Abstentions    | 1 128          | 31,44 %      | 1 189        | 33,14 %        |             |             |
| Votants                                                                     | Votants                  | Votants         | Votants        | 2 460          | 68,56 %      | 2 399        | 66,86 %        |             |             |
| Blancs et nuls                                                              | Blancs et nuls           | Blancs et nuls  | Blancs et nuls | 65             | 2,64 %       | 75           | 3,13 %         |             |             |
| Exprimés                                                                    | Exprimés                 | Exprimés        | Exprimés       | 2 395          | 97,36 %      | 2 324        | 96,87 %        |             |             |
| Sources : Ministère de l’Intérieur, Le Parisien, Le Figaro et L'Internaute. |                          |                 |                |                |              |              |                |             |             |

#### Massy
- Maire sortant à Massy : Vincent Delahaye (UMP)
- Tête de liste majoritaire élue à Massy : Vincent Delahaye (UMP)

| Liste                                                                       | Liste                                          | Tête de liste        | Étiquette      | Premier tour   | Premier tour | Premier tour | Second tour    | Second tour | Second tour |
| Liste                                                                       | Liste                                          | Tête de liste        | Étiquette      | Nombre de voix | Taux         | Sièges       | Nombre de voix | Taux        | Sièges      |
| --------------------------------------------------------------------------- | ---------------------------------------------- | -------------------- | -------------- | -------------- | ------------ | ------------ | -------------- | ----------- | ----------- |
|                                                                             | Massy en vert et pour tous                     | Roger Del Negro      | VEC            | 1 100          | 7,73 %       | 0            |                |             |             |
|                                                                             | Massy plus juste                               | Dawari Horsfall      | DVG            | 1 295          | 9,10 %       | 0            |                |             |             |
|                                                                             | Allons plus loin ensemble avec Massy pour vous | Vincent Delahaye     | UMP            | 7 100          | 49,92 %      | 0            | 8 201          | 57,01 %     | 31          |
|                                                                             | Massy pour tous                                | Marie-Pierre Oprandi | PS             | 4 729          | 33,25 %      | 0            | 6 183          | 42,99 %     | 8           |
|                                                                             |                                                |                      |                |                |              |              |                |             |             |
| Inscrits                                                                    | Inscrits                                       | Inscrits             | Inscrits       | 23 833         | 100 %        |              | 23 834         | 100 %       |             |
| Abstentions                                                                 | Abstentions                                    | Abstentions          | Abstentions    | 9 378          | 39,35 %      | 9 109        | 38,22 %        |             |             |
| Votants                                                                     | Votants                                        | Votants              | Votants        | 14 455         | 60,65 %      | 14 725       | 61,78 %        |             |             |
| Blancs et nuls                                                              | Blancs et nuls                                 | Blancs et nuls       | Blancs et nuls | 231            | 1,60 %       | 341          | 2,32 %         |             |             |
| Exprimés                                                                    | Exprimés                                       | Exprimés             | Exprimés       | 14 224         | 98,40 %      | 14 384       | 97,68 %        |             |             |
| Sources : Ministère de l’Intérieur, Le Parisien, Le Figaro et L'Internaute. |                                                |                      |                |                |              |              |                |             |             |

#### Mennecy
- Maire sortant à Mennecy : Joël Monier (UMP)
- Tête de liste majoritaire élue à Mennecy : Xavier Dugoin (DVD)

| Liste                                                                       | Liste                 | Tête de liste      | Étiquette      | Premier tour   | Premier tour | Premier tour | Second tour    | Second tour | Second tour |
| Liste                                                                       | Liste                 | Tête de liste      | Étiquette      | Nombre de voix | Taux         | Sièges       | Nombre de voix | Taux        | Sièges      |
| --------------------------------------------------------------------------- | --------------------- | ------------------ | -------------- | -------------- | ------------ | ------------ | -------------- | ----------- | ----------- |
|                                                                             | Croire et vouloir     | Xavier Dugoin      | DVD            | 2 018          | 33,44 %      | 0            | 2 940          | 48,01 %     | 25          |
|                                                                             | Ensemble pour Mennecy | Jouda Prat         | DVD            | 784            | 12,99 %      | 0            | 708            | 11,56 %     | 2           |
|                                                                             | Je vis ma ville       | Chantal Languet    | DVD            | 736            | 12,20 %      | 0            |                |             |             |
|                                                                             | Mennecy avec vous     | Joël Monier        | UMP            | 809            | 13,41 %      | 0            |                |             |             |
|                                                                             | Mieux à Mennecy       | Christian Richomme | PS             | 1 687          | 27,96 %      | 0            | 2 476          | 40,43 %     | 6           |
|                                                                             |                       |                    |                |                |              |              |                |             |             |
| Inscrits                                                                    | Inscrits              | Inscrits           | Inscrits       | 9 926          | 100 %        |              | 9 926          | 100 %       |             |
| Abstentions                                                                 | Abstentions           | Abstentions        | Abstentions    | 3 734          | 37,62 %      | 3 590        | 36,17 %        |             |             |
| Votants                                                                     | Votants               | Votants            | Votants        | 6 192          | 62,38 %      | 6 336        | 63,83 %        |             |             |
| Blancs et nuls                                                              | Blancs et nuls        | Blancs et nuls     | Blancs et nuls | 158            | 2,55 %       | 212          | 3,35 %         |             |             |
| Exprimés                                                                    | Exprimés              | Exprimés           | Exprimés       | 6 034          | 97,45 %      | 6 124        | 96,65 %        |             |             |
| Sources : Ministère de l’Intérieur, Le Parisien, Le Figaro et L'Internaute. |                       |                    |                |                |              |              |                |             |             |

#### Milly-la-Forêt
- Maire sortant à Milly-la-Forêt : François Orcel (UMP)
- Tête de liste majoritaire élue à Milly-la-Forêt : François Orcel (DVD)

| Liste                                                                       | Liste               | Tête de liste  | Étiquette      | Premier tour   | Premier tour | Premier tour | Second tour    | Second tour | Second tour |
| Liste                                                                       | Liste               | Tête de liste  | Étiquette      | Nombre de voix | Taux         | Sièges       | Nombre de voix | Taux        | Sièges      |
| --------------------------------------------------------------------------- | ------------------- | -------------- | -------------- | -------------- | ------------ | ------------ | -------------- | ----------- | ----------- |
|                                                                             | Milly avenir        | Gérard Meydiot | DVG            | 446            | 19,22 %      | 2            |                |             |             |
|                                                                             | Milly avec vous     | François Orcel | DVD            | 1 418          | 61,12 %      | 23           |                |             |             |
|                                                                             | Milly notre village | Éric Zonta     | DVD            | 456            | 19,66 %      | 2            |                |             |             |
|                                                                             |                     |                |                |                |              |              |                |             |             |
| Inscrits                                                                    | Inscrits            | Inscrits       | Inscrits       | 3 455          | 100 %        |              |                |             |             |
| Abstentions                                                                 | Abstentions         | Abstentions    | Abstentions    | 1 072          | 31,03 %      |              |                |             |             |
| Votants                                                                     | Votants             | Votants        | Votants        | 2 383          | 68,97 %      |              |                |             |             |
| Blancs et nuls                                                              | Blancs et nuls      | Blancs et nuls | Blancs et nuls | 63             | 2,64 %       |              |                |             |             |
| Exprimés                                                                    | Exprimés            | Exprimés       | Exprimés       | 2 320          | 97,36 %      |              |                |             |             |
| Sources : Ministère de l’Intérieur, Le Parisien, Le Figaro et L'Internaute. |                     |                |                |                |              |              |                |             |             |

#### Montgeron
- Maire sortant à Montgeron : Gérald Hérault (DVG)
- Tête de liste majoritaire élue à Montgeron : Gérald Hérault (DVG)

| Liste                                                                       | Liste                                    | Tête de liste     | Étiquette      | Premier tour   | Premier tour | Premier tour | Second tour    | Second tour | Second tour |
| Liste                                                                       | Liste                                    | Tête de liste     | Étiquette      | Nombre de voix | Taux         | Sièges       | Nombre de voix | Taux        | Sièges      |
| --------------------------------------------------------------------------- | ---------------------------------------- | ----------------- | -------------- | -------------- | ------------ | ------------ | -------------- | ----------- | ----------- |
|                                                                             | Donnons une énergie nouvelle à Montgeron | François Durovray | DVD            | 4 381          | 45,89 %      | 0            | 5 053          | 49,33 %     | 8           |
|                                                                             | Ensemble pour Montgeron                  | Éric Valat        | MoDem          | 719            | 7,53 %       | 0            |                |             |             |
|                                                                             | Montgeron, la qualité pour vous          | Gérald Hérault    | DVG            | 4 447          | 46,58 %      | 0            | 5 191          | 50,67 %     | 27          |
|                                                                             |                                          |                   |                |                |              |              |                |             |             |
| Inscrits                                                                    | Inscrits                                 | Inscrits          | Inscrits       | 15 384         | 100 %        |              | 15 384         | 100 %       |             |
| Abstentions                                                                 | Abstentions                              | Abstentions       | Abstentions    | 5 537          | 35,99 %      | 4 924        | 32,01 %        |             |             |
| Votants                                                                     | Votants                                  | Votants           | Votants        | 9 847          | 64,01 %      | 10 460       | 67,99 %        |             |             |
| Blancs et nuls                                                              | Blancs et nuls                           | Blancs et nuls    | Blancs et nuls | 300            | 3,05 %       | 216          | 2,07 %         |             |             |
| Exprimés                                                                    | Exprimés                                 | Exprimés          | Exprimés       | 9 547          | 96,95 %      | 10 244       | 97,93 %        |             |             |
| Sources : Ministère de l’Intérieur, Le Parisien, Le Figaro et L'Internaute. |                                          |                   |                |                |              |              |                |             |             |

#### Montlhéry
- Maire sortant à Montlhéry : Lucien Pornin (DVD)
- Tête de liste majoritaire élue à Montlhéry : Claude Pons (DVD)

| Liste                                                                       | Liste                   | Tête de liste    | Étiquette      | Premier tour   | Premier tour | Premier tour | Second tour    | Second tour | Second tour |
| Liste                                                                       | Liste                   | Tête de liste    | Étiquette      | Nombre de voix | Taux         | Sièges       | Nombre de voix | Taux        | Sièges      |
| --------------------------------------------------------------------------- | ----------------------- | ---------------- | -------------- | -------------- | ------------ | ------------ | -------------- | ----------- | ----------- |
|                                                                             | Dynamisme               | Jean-Michel Saux | DVG            | 528            | 20,74 %      | 0            | 517            | 19,80 %     | 3           |
|                                                                             | Tous pour Montlhéry     | Lucien Pornin    | DVD            | 797            | 31,30 %      | 0            | 910            | 34,85 %     | 5           |
|                                                                             | Montlhéry agir ensemble | Claude Pons      | DVD            | 1 221          | 47,96 %      | 0            | 1 184          | 45,35 %     | 21          |
|                                                                             |                         |                  |                |                |              |              |                |             |             |
| Inscrits                                                                    | Inscrits                | Inscrits         | Inscrits       | 4 236          | 100 %        |              | 4 236          | 100 %       |             |
| Abstentions                                                                 | Abstentions             | Abstentions      | Abstentions    | 1 622          | 38,29 %      | 1 560        | 36,83 %        |             |             |
| Votants                                                                     | Votants                 | Votants          | Votants        | 2 614          | 61,71 %      | 2 676        | 63,17 %        |             |             |
| Blancs et nuls                                                              | Blancs et nuls          | Blancs et nuls   | Blancs et nuls | 68             | 2,60 %       | 65           | 2,43 %         |             |             |
| Exprimés                                                                    | Exprimés                | Exprimés         | Exprimés       | 2 546          | 97,40 %      | 2 611        | 97,57 %        |             |             |
| Sources : Ministère de l’Intérieur, Le Parisien, Le Figaro et L'Internaute. |                         |                  |                |                |              |              |                |             |             |

#### Morangis
- Maire sortant à Morangis : Daniel Trehin (DVD)
- Tête de liste majoritaire élue à Morangis : Pascal Noury (PS)

| Liste                                                                       | Liste              | Tête de liste  | Étiquette      | Premier tour   | Premier tour | Premier tour | Second tour    | Second tour | Second tour |
| Liste                                                                       | Liste              | Tête de liste  | Étiquette      | Nombre de voix | Taux         | Sièges       | Nombre de voix | Taux        | Sièges      |
| --------------------------------------------------------------------------- | ------------------ | -------------- | -------------- | -------------- | ------------ | ------------ | -------------- | ----------- | ----------- |
|                                                                             | Passion Morangis   | Daniel Tréhin  | DVD            | 2 373          | 49,97 %      | 6            |                |             |             |
|                                                                             | Morangis pour tous | Pascal Noury   | PS             | 2 376          | 50,03 %      | 27           |                |             |             |
|                                                                             |                    |                |                |                |              |              |                |             |             |
| Inscrits                                                                    | Inscrits           | Inscrits       | Inscrits       | 7 674          | 100 %        |              |                |             |             |
| Abstentions                                                                 | Abstentions        | Abstentions    | Abstentions    | 2 778          | 36,20 %      |              |                |             |             |
| Votants                                                                     | Votants            | Votants        | Votants        | 4 896          | 63,80 %      |              |                |             |             |
| Blancs et nuls                                                              | Blancs et nuls     | Blancs et nuls | Blancs et nuls | 147            | 3,00 %       |              |                |             |             |
| Exprimés                                                                    | Exprimés           | Exprimés       | Exprimés       | 4 749          | 97,00 %      |              |                |             |             |
| Sources : Ministère de l’Intérieur, Le Parisien, Le Figaro et L'Internaute. |                    |                |                |                |              |              |                |             |             |

#### Morigny-Champigny
- Maire sortant à Morigny-Champigny : Dominique Imbault (DVD)
- Tête de liste majoritaire élue à Morigny-Champigny : Catherine Carrère (DVG)

| Liste                                                                       | Liste                     | Tête de liste      | Étiquette      | Premier tour   | Premier tour | Premier tour | Second tour    | Second tour | Second tour |
| Liste                                                                       | Liste                     | Tête de liste      | Étiquette      | Nombre de voix | Taux         | Sièges       | Nombre de voix | Taux        | Sièges      |
| --------------------------------------------------------------------------- | ------------------------- | ------------------ | -------------- | -------------- | ------------ | ------------ | -------------- | ----------- | ----------- |
|                                                                             | Agir pour Morigny         | Gérard Moneyron    | DVD            | 515            | 24,32 %      | 0            | 407            | 18,30 %     | 2           |
|                                                                             | Ensemble                  | Catherine Carrère  | DVG            | 803            | 37,91 %      | 0            | 1 146          | 51,53 %     | 21          |
|                                                                             | Morigny côté cœur         | Jean-Louis Lemaire | DVD            | 266            | 12,56 %      | 0            |                |             |             |
|                                                                             | Valoriser et entreprendre | Dominique Imbault  | DVD            | 534            | 25,21 %      | 0            | 671            | 30,17 %     | 4           |
|                                                                             |                           |                    |                |                |              |              |                |             |             |
| Inscrits                                                                    | Inscrits                  | Inscrits           | Inscrits       | 3 449          | 100 %        |              | 3 449          | 100 %       |             |
| Abstentions                                                                 | Abstentions               | Abstentions        | Abstentions    | 1 244          | 36,07 %      | 1 173        | 34,01 %        |             |             |
| Votants                                                                     | Votants                   | Votants            | Votants        | 2 205          | 63,93 %      | 2 276        | 65,99 %        |             |             |
| Blancs et nuls                                                              | Blancs et nuls            | Blancs et nuls     | Blancs et nuls | 87             | 3,95 %       | 52           | 2,28 %         |             |             |
| Exprimés                                                                    | Exprimés                  | Exprimés           | Exprimés       | 2 118          | 96,05 %      | 2 224        | 97,72 %        |             |             |
| Sources : Ministère de l’Intérieur, Le Parisien, Le Figaro et L'Internaute. |                           |                    |                |                |              |              |                |             |             |

#### Morsang-sur-Orge
- Maire sortant à Morsang-sur-Orge : Marjolaine Rauze (PCF)
- Tête de liste majoritaire élue à Morsang-sur-Orge : Marjolaine Rauze (DVG)

| Liste                                                                       | Liste                 | Tête de liste    | Étiquette      | Premier tour   | Premier tour | Premier tour | Second tour    | Second tour | Second tour |
| Liste                                                                       | Liste                 | Tête de liste    | Étiquette      | Nombre de voix | Taux         | Sièges       | Nombre de voix | Taux        | Sièges      |
| --------------------------------------------------------------------------- | --------------------- | ---------------- | -------------- | -------------- | ------------ | ------------ | -------------- | ----------- | ----------- |
|                                                                             | Ensemble pour Morsang | Marjolaine Rauze | PCF            | 4 809          | 60,57 %      | 27           |                |             |             |
|                                                                             | UnionMorsang          | Laurence Gaudin  | UMP            | 3 131          | 39,43 %      | 6            |                |             |             |
|                                                                             |                       |                  |                |                |              |              |                |             |             |
| Inscrits                                                                    | Inscrits              | Inscrits         | Inscrits       | 13 821         | 100 %        |              |                |             |             |
| Abstentions                                                                 | Abstentions           | Abstentions      | Abstentions    | 5 589          | 40,44 %      |              |                |             |             |
| Votants                                                                     | Votants               | Votants          | Votants        | 8 232          | 59,56 %      |              |                |             |             |
| Blancs et nuls                                                              | Blancs et nuls        | Blancs et nuls   | Blancs et nuls | 292            | 3,55 %       |              |                |             |             |
| Exprimés                                                                    | Exprimés              | Exprimés         | Exprimés       | 7 940          | 96,45 %      |              |                |             |             |
| Sources : Ministère de l’Intérieur, Le Parisien, Le Figaro et L'Internaute. |                       |                  |                |                |              |              |                |             |             |

#### Nozay
- Maire sortant à Nozay : Paul Raymond (DVG)
- Tête de liste majoritaire élue à Nozay : Paul Raymond (DVG)

| Liste                                                                       | Liste                    | Tête de liste      | Étiquette      | Premier tour   | Premier tour | Premier tour | Second tour    | Second tour | Second tour |
| Liste                                                                       | Liste                    | Tête de liste      | Étiquette      | Nombre de voix | Taux         | Sièges       | Nombre de voix | Taux        | Sièges      |
| --------------------------------------------------------------------------- | ------------------------ | ------------------ | -------------- | -------------- | ------------ | ------------ | -------------- | ----------- | ----------- |
|                                                                             | Agir ensemble pour Nozay | Alain Urbain       | DVD            | 530            | 26,69 %      | 3            |                |             |             |
|                                                                             | Nozay notre village      | Paul Raymond       | DVG            | 1 002          | 50,45 %      | 21           |                |             |             |
|                                                                             | Vivre Nozay              | Mireille Morisseau | DVG            | 454            | 22,86 %      | 3            |                |             |             |
|                                                                             |                          |                    |                |                |              |              |                |             |             |
| Inscrits                                                                    | Inscrits                 | Inscrits           | Inscrits       | 3 056          | 100 %        |              |                |             |             |
| Abstentions                                                                 | Abstentions              | Abstentions        | Abstentions    | 1 026          | 33,57 %      |              |                |             |             |
| Votants                                                                     | Votants                  | Votants            | Votants        | 2 030          | 66,43 %      |              |                |             |             |
| Blancs et nuls                                                              | Blancs et nuls           | Blancs et nuls     | Blancs et nuls | 44             | 2,17 %       |              |                |             |             |
| Exprimés                                                                    | Exprimés                 | Exprimés           | Exprimés       | 1 986          | 97,83 %      |              |                |             |             |
| Sources : Ministère de l’Intérieur, Le Parisien, Le Figaro et L'Internaute. |                          |                    |                |                |              |              |                |             |             |

#### Ollainville
- Maire sortant à Ollainville : Pierre Dodoz (PCF)
- Tête de liste majoritaire élue à Ollainville : Pierre Dodoz (DVG)

| Liste                                                                       | Liste                           | Tête de liste  | Étiquette      | Premier tour   | Premier tour | Premier tour | Second tour    | Second tour | Second tour |
| Liste                                                                       | Liste                           | Tête de liste  | Étiquette      | Nombre de voix | Taux         | Sièges       | Nombre de voix | Taux        | Sièges      |
| --------------------------------------------------------------------------- | ------------------------------- | -------------- | -------------- | -------------- | ------------ | ------------ | -------------- | ----------- | ----------- |
|                                                                             | Agir pour Ollainville           | Philippe Joly  | UMP            | 530            | 29,84 %      | 4            |                |             |             |
|                                                                             | Ensemble continuons Ollainville | Pierre Dodoz   | DVG            | 1 246          | 70,16 %      | 23           |                |             |             |
|                                                                             |                                 |                |                |                |              |              |                |             |             |
| Inscrits                                                                    | Inscrits                        | Inscrits       | Inscrits       | 2 757          | 100 %        |              |                |             |             |
| Abstentions                                                                 | Abstentions                     | Abstentions    | Abstentions    | 923            | 33,48 %      |              |                |             |             |
| Votants                                                                     | Votants                         | Votants        | Votants        | 1 834          | 66,52 %      |              |                |             |             |
| Blancs et nuls                                                              | Blancs et nuls                  | Blancs et nuls | Blancs et nuls | 58             | 3,16 %       |              |                |             |             |
| Exprimés                                                                    | Exprimés                        | Exprimés       | Exprimés       | 1 776          | 96,84 %      |              |                |             |             |
| Sources : Ministère de l’Intérieur, Le Parisien, Le Figaro et L'Internaute. |                                 |                |                |                |              |              |                |             |             |

#### Orsay
- Maire sortant à Orsay : Marie-Hélène Aubry (UMP)
- Tête de liste majoritaire élue à Orsay : David Ros (DVG)

| Liste                                                                       | Liste               | Tête de liste      | Étiquette      | Premier tour   | Premier tour | Premier tour | Second tour    | Second tour | Second tour |
| Liste                                                                       | Liste               | Tête de liste      | Étiquette      | Nombre de voix | Taux         | Sièges       | Nombre de voix | Taux        | Sièges      |
| --------------------------------------------------------------------------- | ------------------- | ------------------ | -------------- | -------------- | ------------ | ------------ | -------------- | ----------- | ----------- |
|                                                                             | Orsay au cœur       | Marie-Hélène Aubry | UMP            | 3 776          | 49,44 %      | 8            |                |             |             |
|                                                                             | Viv’Orsay avec vous | David Ros          | DVG            | 3 862          | 50,56 %      | 25           |                |             |             |
|                                                                             |                     |                    |                |                |              |              |                |             |             |
| Inscrits                                                                    | Inscrits            | Inscrits           | Inscrits       | 11 191         | 100 %        |              |                |             |             |
| Abstentions                                                                 | Abstentions         | Abstentions        | Abstentions    | 3 380          | 30,20 %      |              |                |             |             |
| Votants                                                                     | Votants             | Votants            | Votants        | 7 811          | 69,80 %      |              |                |             |             |
| Blancs et nuls                                                              | Blancs et nuls      | Blancs et nuls     | Blancs et nuls | 173            | 2,21 %       |              |                |             |             |
| Exprimés                                                                    | Exprimés            | Exprimés           | Exprimés       | 7 638          | 97,79 %      |              |                |             |             |
| Sources : Ministère de l’Intérieur, Le Parisien, Le Figaro et L'Internaute. |                     |                    |                |                |              |              |                |             |             |

#### Palaiseau
- Maire sortant à Palaiseau : François Lamy (PS)
- Tête de liste majoritaire élue à Palaiseau : François Lamy (DVG)

| Liste                                                                       | Liste             | Tête de liste        | Étiquette      | Premier tour   | Premier tour | Premier tour | Second tour    | Second tour | Second tour |
| Liste                                                                       | Liste             | Tête de liste        | Étiquette      | Nombre de voix | Taux         | Sièges       | Nombre de voix | Taux        | Sièges      |
| --------------------------------------------------------------------------- | ----------------- | -------------------- | -------------- | -------------- | ------------ | ------------ | -------------- | ----------- | ----------- |
|                                                                             | Palaiseau à venir | Bernard Vidal        | UMP            | 3 486          | 29,51 %      | 0            | 4 354          | 37,17 %     | 6           |
|                                                                             | Passionnément     | François Lamy        | DVG            | 5 616          | 47,54 %      | 0            | 6 070          | 51,82 %     | 27          |
|                                                                             | Pal Gauche        | Charles Henry        | EXG            | 1 280          | 10,84 %      | 0            | 1 290          | 11,01       | 2           |
|                                                                             | Réussir Palaiseau | Francisque Vigouroux | MoDem          | 1 431          | 12,11 %      | 0            |                |             |             |
|                                                                             |                   |                      |                |                |              |              |                |             |             |
| Inscrits                                                                    | Inscrits          | Inscrits             | Inscrits       | 20 346         | 100 %        |              | 20 347         | 100 %       |             |
| Abstentions                                                                 | Abstentions       | Abstentions          | Abstentions    | 8 254          | 40,57 %      | 8 365        | 41,11 %        |             |             |
| Votants                                                                     | Votants           | Votants              | Votants        | 12 092         | 59,43 %      | 11 982       | 58,89 %        |             |             |
| Blancs et nuls                                                              | Blancs et nuls    | Blancs et nuls       | Blancs et nuls | 279            | 2,31 %       | 268          | 2,24 %         |             |             |
| Exprimés                                                                    | Exprimés          | Exprimés             | Exprimés       | 11 813         | 97,69 %      | 11 714       | 97,76 %        |             |             |
| Sources : Ministère de l’Intérieur, Le Parisien, Le Figaro et L'Internaute. |                   |                      |                |                |              |              |                |             |             |

#### Paray-Vieille-Poste
- Maire sortant à Paray-Vieille-Poste : Gaston Jankiewicz (DVD)
- Tête de liste majoritaire élue à Paray-Vieille-Poste : Gaston Jankiewicz (DVD)

| Liste                                                                       | Liste                     | Tête de liste     | Étiquette      | Premier tour   | Premier tour | Premier tour | Second tour    | Second tour | Second tour |
| Liste                                                                       | Liste                     | Tête de liste     | Étiquette      | Nombre de voix | Taux         | Sièges       | Nombre de voix | Taux        | Sièges      |
| --------------------------------------------------------------------------- | ------------------------- | ----------------- | -------------- | -------------- | ------------ | ------------ | -------------- | ----------- | ----------- |
|                                                                             | Paray nous rassemble 2008 | Pascal Picard     | UMP            | 927            | 27,51 %      | 4            |                |             |             |
|                                                                             | Paray tous ensemble       | Marc Sagetat      | DVG            | 520            | 15,43 %      | 2            |                |             |             |
|                                                                             | Union pour Paray 2008     | Gaston Jankiewicz | DVD            | 1 923          | 57,06 %      | 23           |                |             |             |
|                                                                             |                           |                   |                |                |              |              |                |             |             |
| Inscrits                                                                    | Inscrits                  | Inscrits          | Inscrits       | 5 258          | 100 %        |              |                |             |             |
| Abstentions                                                                 | Abstentions               | Abstentions       | Abstentions    | 1 833          | 34,86 %      |              |                |             |             |
| Votants                                                                     | Votants                   | Votants           | Votants        | 3 425          | 65,14 %      |              |                |             |             |
| Blancs et nuls                                                              | Blancs et nuls            | Blancs et nuls    | Blancs et nuls | 55             | 1,61 %       |              |                |             |             |
| Exprimés                                                                    | Exprimés                  | Exprimés          | Exprimés       | 3 370          | 98,39 %      |              |                |             |             |
| Sources : Ministère de l’Intérieur, Le Parisien, Le Figaro et L'Internaute. |                           |                   |                |                |              |              |                |             |             |

#### Quincy-sous-Sénart
- Maire sortant à Quincy-sous-Sénart : Daniel Besse (UMP)
- Tête de liste majoritaire élue à Quincy-sous-Sénart : Daniel Besse (UMP)

| Liste                                                                       | Liste                                                | Tête de liste         | Étiquette      | Premier tour   | Premier tour | Premier tour | Second tour    | Second tour | Second tour |
| Liste                                                                       | Liste                                                | Tête de liste         | Étiquette      | Nombre de voix | Taux         | Sièges       | Nombre de voix | Taux        | Sièges      |
| --------------------------------------------------------------------------- | ---------------------------------------------------- | --------------------- | -------------- | -------------- | ------------ | ------------ | -------------- | ----------- | ----------- |
|                                                                             | Quincy pour tous Un nouvel avenir pour notre commune | Florence Léon-Ploquin | DVG            | 1 173          | 40,72 %      | 6            |                |             |             |
|                                                                             | Toujours ensemble pour l’avenir de Quincy            | Daniel Besse          | UMP            | 1 708          | 59,28 %      | 23           |                |             |             |
|                                                                             |                                                      |                       |                |                |              |              |                |             |             |
| Inscrits                                                                    | Inscrits                                             | Inscrits              | Inscrits       | 5 041          | 100 %        |              |                |             |             |
| Abstentions                                                                 | Abstentions                                          | Abstentions           | Abstentions    | 2 028          | 40,23 %      |              |                |             |             |
| Votants                                                                     | Votants                                              | Votants               | Votants        | 3 013          | 59,77 %      |              |                |             |             |
| Blancs et nuls                                                              | Blancs et nuls                                       | Blancs et nuls        | Blancs et nuls | 132            | 4,38 %       |              |                |             |             |
| Exprimés                                                                    | Exprimés                                             | Exprimés              | Exprimés       | 2 881          | 95,62 %      |              |                |             |             |
| Sources : Ministère de l’Intérieur, Le Parisien, Le Figaro et L'Internaute. |                                                      |                       |                |                |              |              |                |             |             |

#### Ris-Orangis
- Maire sortant à Ris-Orangis : Thierry Mandon (PS)
- Tête de liste majoritaire élue à Ris-Orangis : Thierry Mandon (PS)

| Liste                                                                       | Liste                                | Tête de liste     | Étiquette      | Premier tour   | Premier tour | Premier tour | Second tour    | Second tour | Second tour |
| Liste                                                                       | Liste                                | Tête de liste     | Étiquette      | Nombre de voix | Taux         | Sièges       | Nombre de voix | Taux        | Sièges      |
| --------------------------------------------------------------------------- | ------------------------------------ | ----------------- | -------------- | -------------- | ------------ | ------------ | -------------- | ----------- | ----------- |
|                                                                             | Les couleurs de Ris-Orangis          | Jacques Brochot   | UMP            | 1 763          | 21,40 %      | 3            |                |             |             |
|                                                                             | Nouvelle union pour Ris-Orangis      | Amar Henni        | DVG            | 1 039          | 12,61 %      | 2            |                |             |             |
|                                                                             | Ris avenir                           | Frédérique Garcia | DVD            | 1 003          | 12,17 %      | 2            |                |             |             |
|                                                                             | Ris pour tous, un avenir pour chacun | Thierry Mandon    | PS             | 4 434          | 53,82 %      | 28           |                |             |             |
|                                                                             |                                      |                   |                |                |              |              |                |             |             |
| Inscrits                                                                    | Inscrits                             | Inscrits          | Inscrits       | 15 633         | 100 %        |              |                |             |             |
| Abstentions                                                                 | Abstentions                          | Abstentions       | Abstentions    | 7 127          | 45,59 %      |              |                |             |             |
| Votants                                                                     | Votants                              | Votants           | Votants        | 8 506          | 54,41 %      |              |                |             |             |
| Blancs et nuls                                                              | Blancs et nuls                       | Blancs et nuls    | Blancs et nuls | 267            | 3,14 %       |              |                |             |             |
| Exprimés                                                                    | Exprimés                             | Exprimés          | Exprimés       | 8 239          | 96,86 %      |              |                |             |             |
| Sources : Ministère de l’Intérieur, Le Parisien, Le Figaro et L'Internaute. |                                      |                   |                |                |              |              |                |             |             |

#### Saint-Chéron
- Maire sortant à Saint-Chéron : Jean-Pierre Delaunay (UMP)
- Tête de liste majoritaire élue à Saint-Chéron : Jocelyne Guidez (UMP)

| Liste                                                                       | Liste                          | Tête de liste   | Étiquette      | Premier tour   | Premier tour | Premier tour | Second tour    | Second tour | Second tour |
| Liste                                                                       | Liste                          | Tête de liste   | Étiquette      | Nombre de voix | Taux         | Sièges       | Nombre de voix | Taux        | Sièges      |
| --------------------------------------------------------------------------- | ------------------------------ | --------------- | -------------- | -------------- | ------------ | ------------ | -------------- | ----------- | ----------- |
|                                                                             | Saint-Chéron avenir et progrès | Jocelyne Guidez | UMP            | 1 364          | 66,57 %      | 23           |                |             |             |
|                                                                             | Vivons Saint-Chéron autrement  | Claire Assere   | PS             | 685            | 33,43 %      | 4            |                |             |             |
|                                                                             |                                |                 |                |                |              |              |                |             |             |
| Inscrits                                                                    | Inscrits                       | Inscrits        | Inscrits       | 3 324          | 100 %        |              |                |             |             |
| Abstentions                                                                 | Abstentions                    | Abstentions     | Abstentions    | 1 179          | 35,47 %      |              |                |             |             |
| Votants                                                                     | Votants                        | Votants         | Votants        | 2 145          | 64,53 %      |              |                |             |             |
| Blancs et nuls                                                              | Blancs et nuls                 | Blancs et nuls  | Blancs et nuls | 96             | 4,48 %       |              |                |             |             |
| Exprimés                                                                    | Exprimés                       | Exprimés        | Exprimés       | 2 049          | 95,52 %      |              |                |             |             |
| Sources : Ministère de l’Intérieur, Le Parisien, Le Figaro et L'Internaute. |                                |                 |                |                |              |              |                |             |             |

#### Sainte-Geneviève-des-Bois
- Maire sortant à Sainte-Geneviève-des-Bois : Olivier Léonhardt (PS)
- Tête de liste majoritaire élue à Sainte-Geneviève-des-Bois : Olivier Léonhardt (DVG)

| Liste                                                                       | Liste                                                           | Tête de liste     | Étiquette      | Premier tour   | Premier tour | Premier tour | Second tour    | Second tour | Second tour |
| Liste                                                                       | Liste                                                           | Tête de liste     | Étiquette      | Nombre de voix | Taux         | Sièges       | Nombre de voix | Taux        | Sièges      |
| --------------------------------------------------------------------------- | --------------------------------------------------------------- | ----------------- | -------------- | -------------- | ------------ | ------------ | -------------- | ----------- | ----------- |
|                                                                             | Démocratie génovéfaine                                          | Gwenaël Faucher   | MoDem          | 709            | 6,03 %       | 1            |                |             |             |
|                                                                             | Sainte-Geneviève autrement                                      | Henri Prévot      | DVD            | 1 258          | 10,70 %      | 2            |                |             |             |
|                                                                             | Sainte-Geneviève avant tout, partenaire, solidaire et dynamique | Olivier Léonhardt | DVG            | 7 903          | 67,24 %      | 33           |                |             |             |
|                                                                             | Union de la droite génovéfaine                                  | Charles Fréalle   | UMP            | 1 883          | 16,02 %      | 3            |                |             |             |
|                                                                             |                                                                 |                   |                |                |              |              |                |             |             |
| Inscrits                                                                    | Inscrits                                                        | Inscrits          | Inscrits       | 21 243         | 100 %        |              |                |             |             |
| Abstentions                                                                 | Abstentions                                                     | Abstentions       | Abstentions    | 9 193          | 43,28 %      |              |                |             |             |
| Votants                                                                     | Votants                                                         | Votants           | Votants        | 12 050         | 56,72 %      |              |                |             |             |
| Blancs et nuls                                                              | Blancs et nuls                                                  | Blancs et nuls    | Blancs et nuls | 297            | 2,46 %       |              |                |             |             |
| Exprimés                                                                    | Exprimés                                                        | Exprimés          | Exprimés       | 11 753         | 97,54 %      |              |                |             |             |
| Sources : Ministère de l’Intérieur, Le Parisien, Le Figaro et L'Internaute. |                                                                 |                   |                |                |              |              |                |             |             |

#### Saint-Germain-lès-Arpajon
- Maire sortant à Saint-Germain-lès-Arpajon : Monique Goguelat (PS)
- Tête de liste majoritaire élue à Saint-Germain-lès-Arpajon : Monique Goguelat (PS)

| Liste                                                                       | Liste                                          | Tête de liste       | Étiquette      | Premier tour   | Premier tour | Premier tour | Second tour    | Second tour | Second tour |
| Liste                                                                       | Liste                                          | Tête de liste       | Étiquette      | Nombre de voix | Taux         | Sièges       | Nombre de voix | Taux        | Sièges      |
| --------------------------------------------------------------------------- | ---------------------------------------------- | ------------------- | -------------- | -------------- | ------------ | ------------ | -------------- | ----------- | ----------- |
|                                                                             | Une ville qui avance avec les forces de gauche | Monique Goguelat    | PS             | 1 372          | 47,21 %      | 0            | 1 627          | 53,15 %     | 22          |
|                                                                             | Saint-Germain autrement                        | Norbert Santin      | DVG            | 747            | 25,71 %      | 0            |                |             |             |
|                                                                             | Vivre autrement Saint-Germain                  | Alain Duneuf Jardin | DVD            | 787            | 27,08 %      | 0            | 1 434          | 46,85 %     | 7           |
|                                                                             |                                                |                     |                |                |              |              |                |             |             |
| Inscrits                                                                    | Inscrits                                       | Inscrits            | Inscrits       | 5 172          | 100 %        |              | 5 172          | 100 %       |             |
| Abstentions                                                                 | Abstentions                                    | Abstentions         | Abstentions    | 2 171          | 41,98 %      | 2 020        | 39,06 %        |             |             |
| Votants                                                                     | Votants                                        | Votants             | Votants        | 3 001          | 58,02 %      | 3 152        | 60,94 %        |             |             |
| Blancs et nuls                                                              | Blancs et nuls                                 | Blancs et nuls      | Blancs et nuls | 95             | 3,17 %       | 91           | 2,89 %         |             |             |
| Exprimés                                                                    | Exprimés                                       | Exprimés            | Exprimés       | 2 906          | 96,83 %      | 3 061        | 97,11 %        |             |             |
| Sources : Ministère de l’Intérieur, Le Parisien, Le Figaro et L'Internaute. |                                                |                     |                |                |              |              |                |             |             |

#### Saint-Germain-lès-Corbeil
- Maire sortant à Saint-Germain-lès-Corbeil : Jean-Pierre Marcelin (DVD)
- Tête de liste majoritaire élue à Saint-Germain-lès-Corbeil : Jean-Pierre Marcelin (DVD)

| Liste                                                                       | Liste                                              | Tête de liste        | Étiquette      | Premier tour   | Premier tour | Premier tour | Second tour    | Second tour | Second tour |
| Liste                                                                       | Liste                                              | Tête de liste        | Étiquette      | Nombre de voix | Taux         | Sièges       | Nombre de voix | Taux        | Sièges      |
| --------------------------------------------------------------------------- | -------------------------------------------------- | -------------------- | -------------- | -------------- | ------------ | ------------ | -------------- | ----------- | ----------- |
|                                                                             | Agir pour Saint-Germain-lès-Corbeil                | Franck Ruimi         | DVD            | 734            | 22,86 %      | 0            |                |             |             |
|                                                                             | Continuons ensemble pour Saint-Germain-lès-Corbeil | Jean-Pierre Marcelin | DVD            | 1 389          | 43,26 %      | 0            | 1 770          | 54,44 %     | 23          |
|                                                                             | Message d’avenir pour Saint-Germain                | Yann Petel           | UMP            | 1 088          | 33,88 %      | 0            | 1 481          | 45,56 %     | 6           |
|                                                                             |                                                    |                      |                |                |              |              |                |             |             |
| Inscrits                                                                    | Inscrits                                           | Inscrits             | Inscrits       | 5 212          | 100 %        |              | 5 212          | 100 %       |             |
| Abstentions                                                                 | Abstentions                                        | Abstentions          | Abstentions    | 1 895          | 36,36 %      | 1 819        | 34,90 %        |             |             |
| Votants                                                                     | Votants                                            | Votants              | Votants        | 3 317          | 63,64 %      | 3 393        | 65,10 %        |             |             |
| Blancs et nuls                                                              | Blancs et nuls                                     | Blancs et nuls       | Blancs et nuls | 106            | 3,20 %       | 142          | 4,19 %         |             |             |
| Exprimés                                                                    | Exprimés                                           | Exprimés             | Exprimés       | 3 211          | 96,80 %      | 3 251        | 95,81 %        |             |             |
| Sources : Ministère de l’Intérieur, Le Parisien, Le Figaro et L'Internaute. |                                                    |                      |                |                |              |              |                |             |             |

#### Saint-Michel-sur-Orge
- Maire sortant à Saint-Michel-sur-Orge : Georges Fournier (DVG)
- Tête de liste majoritaire élue à Saint-Michel-sur-Orge : Bernard Zunino (UMP)

| Liste                                                                       | Liste                            | Tête de liste      | Étiquette      | Premier tour   | Premier tour | Premier tour | Second tour    | Second tour | Second tour |
| Liste                                                                       | Liste                            | Tête de liste      | Étiquette      | Nombre de voix | Taux         | Sièges       | Nombre de voix | Taux        | Sièges      |
| --------------------------------------------------------------------------- | -------------------------------- | ------------------ | -------------- | -------------- | ------------ | ------------ | -------------- | ----------- | ----------- |
|                                                                             | Ensemble, changeons Saint-Michel | Bernard Zunino     | UMP            | 2 374          | 33,39 %      | 0            | 2 666          | 35,01 %     | 24          |
|                                                                             | Saint-Michel - Gauche - 2008     | Jean-Louis Berland | DVG            | 2 288          | 32,18 %      | 0            | 2 368          | 31,10 %     | 5           |
|                                                                             | Une équipe pour Saint-Michel     | Georges Fournier   | DVG            | 2 448          | 34,43 %      | 0            | 2 580          | 33,88 %     | 6           |
|                                                                             |                                  |                    |                |                |              |              |                |             |             |
| Inscrits                                                                    | Inscrits                         | Inscrits           | Inscrits       | 12 591         | 100 %        |              | 12 591         | 100 %       |             |
| Abstentions                                                                 | Abstentions                      | Abstentions        | Abstentions    | 5 233          | 41,56 %      | 4 829        | 38,35 %        |             |             |
| Votants                                                                     | Votants                          | Votants            | Votants        | 7 358          | 58,44 %      | 7 762        | 61,65 %        |             |             |
| Blancs et nuls                                                              | Blancs et nuls                   | Blancs et nuls     | Blancs et nuls | 248            | 3,37 %       | 148          | 1,91 %         |             |             |
| Exprimés                                                                    | Exprimés                         | Exprimés           | Exprimés       | 7 110          | 96,63 %      | 7 614        | 98,09 %        |             |             |
| Sources : Ministère de l’Intérieur, Le Parisien, Le Figaro et L'Internaute. |                                  |                    |                |                |              |              |                |             |             |

#### Saint-Pierre-du-Perray
- Maire sortant à Saint-Pierre-du-Perray : Pierre de Rus (PS)
- Tête de liste majoritaire élue à Saint-Pierre-du-Perray : Pierre de Rus (PS)

| Liste                                                                       | Liste                                         | Tête de liste     | Étiquette      | Premier tour   | Premier tour | Premier tour | Second tour    | Second tour | Second tour |
| Liste                                                                       | Liste                                         | Tête de liste     | Étiquette      | Nombre de voix | Taux         | Sièges       | Nombre de voix | Taux        | Sièges      |
| --------------------------------------------------------------------------- | --------------------------------------------- | ----------------- | -------------- | -------------- | ------------ | ------------ | -------------- | ----------- | ----------- |
|                                                                             | Pour Saint-Pierre-du-Perray 2008              | Catherine Aliquot | UMP            | 1 128          | 38,45 %      | 5            |                |             |             |
|                                                                             | Réfléchir et agir pour Saint-Pierre-du-Perray | Joseph Malouli    | DVG            | 254            | 8,66 %       | 1            |                |             |             |
|                                                                             | Saint-Pierre pour tous                        | Pierre de Rus     | PS             | 1 552          | 52,90 %      | 23           |                |             |             |
|                                                                             |                                               |                   |                |                |              |              |                |             |             |
| Inscrits                                                                    | Inscrits                                      | Inscrits          | Inscrits       | 4 750          | 100 %        |              |                |             |             |
| Abstentions                                                                 | Abstentions                                   | Abstentions       | Abstentions    | 1 704          | 35,87 %      |              |                |             |             |
| Votants                                                                     | Votants                                       | Votants           | Votants        | 3 046          | 64,13 %      |              |                |             |             |
| Blancs et nuls                                                              | Blancs et nuls                                | Blancs et nuls    | Blancs et nuls | 112            | 3,68 %       |              |                |             |             |
| Exprimés                                                                    | Exprimés                                      | Exprimés          | Exprimés       | 2 934          | 96,32 %      |              |                |             |             |
| Sources : Ministère de l’Intérieur, Le Parisien, Le Figaro et L'Internaute. |                                               |                   |                |                |              |              |                |             |             |

#### Saintry-sur-Seine
- Maire sortant à Saintry-sur-Seine : Michel Doumax (UMP)
- Tête de liste majoritaire élue à Saintry-sur-Seine : Michel Carreno (DVG)

| Liste                                                                       | Liste                           | Tête de liste   | Étiquette      | Premier tour   | Premier tour | Premier tour | Second tour    | Second tour | Second tour |
| Liste                                                                       | Liste                           | Tête de liste   | Étiquette      | Nombre de voix | Taux         | Sièges       | Nombre de voix | Taux        | Sièges      |
| --------------------------------------------------------------------------- | ------------------------------- | --------------- | -------------- | -------------- | ------------ | ------------ | -------------- | ----------- | ----------- |
|                                                                             | Agir pour Saintry               | Maryse Chaput   | DVD            | 399            | 16,79 %      | 0            |                |             |             |
|                                                                             | Liste Michel Doumax             | Michel Doumax   | DVD            | 803            | 33,78 %      | 0            | 917            | 37,28 %     | 5           |
|                                                                             | Perspectives                    | Michel Carreno  | DVG            | 687            | 28,90 %      | 0            | 986            | 40,08 %     | 19          |
|                                                                             | Progrès-Démocratie pour Saintry | Johnny Da Costa | UMP            | 488            | 20,53 %      | 0            | 557            | 22,64 %     | 3           |
|                                                                             |                                 |                 |                |                |              |              |                |             |             |
| Inscrits                                                                    | Inscrits                        | Inscrits        | Inscrits       | 3 756          | 100 %        |              | 3 756          | 100 %       |             |
| Abstentions                                                                 | Abstentions                     | Abstentions     | Abstentions    | 1 305          | 34,74 %      | 1 240        | 33,01 %        |             |             |
| Votants                                                                     | Votants                         | Votants         | Votants        | 2 451          | 65,26 %      | 2 516        | 66,99 %        |             |             |
| Blancs et nuls                                                              | Blancs et nuls                  | Blancs et nuls  | Blancs et nuls | 74             | 3,02 %       | 56           | 2,23 %         |             |             |
| Exprimés                                                                    | Exprimés                        | Exprimés        | Exprimés       | 2 377          | 96,98 %      | 2 460        | 97,77 %        |             |             |
| Sources : Ministère de l’Intérieur, Le Parisien, Le Figaro et L'Internaute. |                                 |                 |                |                |              |              |                |             |             |

#### Saulx-les-Chartreux
- Maire sortant à Saulx-les-Chartreux : Jean Flégeo (PCF)
- Tête de liste majoritaire élue à Saulx-les-Chartreux : Jean Flégeo (DVG)

| Liste                                                                       | Liste          | Tête de liste  | Étiquette      | Premier tour   | Premier tour | Premier tour | Second tour    | Second tour | Second tour |
| Liste                                                                       | Liste          | Tête de liste  | Étiquette      | Nombre de voix | Taux         | Sièges       | Nombre de voix | Taux        | Sièges      |
| --------------------------------------------------------------------------- | -------------- | -------------- | -------------- | -------------- | ------------ | ------------ | -------------- | ----------- | ----------- |
|                                                                             | Agir           | Odile Husson   | DVD            | 1 022          | 46,99 %      | 6            |                |             |             |
|                                                                             | Autrement      | Jean Flégeo    | DVG            | 1 153          | 53,01 %      | 21           |                |             |             |
|                                                                             |                |                |                |                |              |              |                |             |             |
| Inscrits                                                                    | Inscrits       | Inscrits       | Inscrits       | 3 407          | 100 %        |              |                |             |             |
| Abstentions                                                                 | Abstentions    | Abstentions    | Abstentions    | 1 140          | 33,46 %      |              |                |             |             |
| Votants                                                                     | Votants        | Votants        | Votants        | 2 267          | 66,54 %      |              |                |             |             |
| Blancs et nuls                                                              | Blancs et nuls | Blancs et nuls | Blancs et nuls | 92             | 4,06 %       |              |                |             |             |
| Exprimés                                                                    | Exprimés       | Exprimés       | Exprimés       | 2 175          | 95,94 %      |              |                |             |             |
| Sources : Ministère de l’Intérieur, Le Parisien, Le Figaro et L'Internaute. |                |                |                |                |              |              |                |             |             |

#### Savigny-sur-Orge
- Maire sortant à Savigny-sur-Orge : Jean Marsaudon (UMP)
- Tête de liste majoritaire élue à Savigny-sur-Orge : Jean Marsaudon (UMP)

| Liste                                                                       | Liste                      | Tête de liste  | Étiquette      | Premier tour   | Premier tour | Premier tour | Second tour    | Second tour | Second tour |
| Liste                                                                       | Liste                      | Tête de liste  | Étiquette      | Nombre de voix | Taux         | Sièges       | Nombre de voix | Taux        | Sièges      |
| --------------------------------------------------------------------------- | -------------------------- | -------------- | -------------- | -------------- | ------------ | ------------ | -------------- | ----------- | ----------- |
|                                                                             | Savigny égalité            | Jean Estivill  | DVG            | 1 365          | 11,08 %      | 2            |                |             |             |
|                                                                             | Imagine Savigny            | David Fabre    | DVG            | 4 780          | 38,80 %      | 7            |                |             |             |
|                                                                             | Liste d’union républicaine | Jean Marsaudon | UMP            | 6 174          | 50,12 %      | 30           |                |             |             |
|                                                                             |                            |                |                |                |              |              |                |             |             |
| Inscrits                                                                    | Inscrits                   | Inscrits       | Inscrits       | 22 806         | 100 %        |              |                |             |             |
| Abstentions                                                                 | Abstentions                | Abstentions    | Abstentions    | 10 064         | 44,13 %      |              |                |             |             |
| Votants                                                                     | Votants                    | Votants        | Votants        | 12 742         | 55,87 %      |              |                |             |             |
| Blancs et nuls                                                              | Blancs et nuls             | Blancs et nuls | Blancs et nuls | 423            | 3,32 %       |              |                |             |             |
| Exprimés                                                                    | Exprimés                   | Exprimés       | Exprimés       | 12 319         | 96,68 %      |              |                |             |             |
| Sources : Ministère de l’Intérieur, Le Parisien, Le Figaro et L'Internaute. |                            |                |                |                |              |              |                |             |             |

#### Soisy-sur-Seine
- Maire sortant à Soisy-sur-Seine : Yves Robineau (UMP)
- Tête de liste majoritaire élue à Soisy-sur-Seine : Jean-Baptiste Rousseau (DVG)

| Liste                                                                       | Liste                                                              | Tête de liste          | Étiquette      | Premier tour   | Premier tour | Premier tour | Second tour    | Second tour | Second tour |
| Liste                                                                       | Liste                                                              | Tête de liste          | Étiquette      | Nombre de voix | Taux         | Sièges       | Nombre de voix | Taux        | Sièges      |
| --------------------------------------------------------------------------- | ------------------------------------------------------------------ | ---------------------- | -------------- | -------------- | ------------ | ------------ | -------------- | ----------- | ----------- |
|                                                                             | Ensemble pour Soisy                                                | Jean-Baptiste Rousseau | DVG            | 1 099          | 31,76 %      | 0            | 1 795          | 50,34 %     | 22          |
|                                                                             | Soisy d’abord Liste d’union pour la défense des intérêts communaux | Yves Robineau          | DVD            | 1 195          | 34,54 %      | 0            | 1 316          | 36,90 %     | 5           |
|                                                                             | Soisy pour tous                                                    | Hervé Desmard          | DVG            | 661            | 19,10 %      | 0            | 455            | 12,76 %     | 2           |
|                                                                             | Un nouvel élan pour Soisy                                          | Philippe Thiebaut      | DVD            | 505            | 14,60 %      | 0            |                |             |             |
|                                                                             |                                                                    |                        |                |                |              |              |                |             |             |
| Inscrits                                                                    | Inscrits                                                           | Inscrits               | Inscrits       | 5 365          | 100 %        |              | 5 365          | 100 %       |             |
| Abstentions                                                                 | Abstentions                                                        | Abstentions            | Abstentions    | 1 844          | 34,37 %      | 1 753        | 32,67 %        |             |             |
| Votants                                                                     | Votants                                                            | Votants                | Votants        | 3 521          | 65,63 %      | 3 612        | 67,33 %        |             |             |
| Blancs et nuls                                                              | Blancs et nuls                                                     | Blancs et nuls         | Blancs et nuls | 61             | 1,73 %       | 46           | 1,27 %         |             |             |
| Exprimés                                                                    | Exprimés                                                           | Exprimés               | Exprimés       | 3 460          | 98,27 %      | 3 566        | 98,73 %        |             |             |
| Sources : Ministère de l’Intérieur, Le Parisien, Le Figaro et L'Internaute. |                                                                    |                        |                |                |              |              |                |             |             |

#### Verrières-le-Buisson
- Maire sortant à Verrières-le-Buisson : Bernard Mantienne (UMP)
- Tête de liste majoritaire élue à Verrières-le-Buisson : Bernard Mantienne (UMP)

| Liste                                                                       | Liste                                 | Tête de liste         | Étiquette      | Premier tour   | Premier tour | Premier tour | Second tour    | Second tour | Second tour |
| Liste                                                                       | Liste                                 | Tête de liste         | Étiquette      | Nombre de voix | Taux         | Sièges       | Nombre de voix | Taux        | Sièges      |
| --------------------------------------------------------------------------- | ------------------------------------- | --------------------- | -------------- | -------------- | ------------ | ------------ | -------------- | ----------- | ----------- |
|                                                                             | Réussir ensemble Verrières-le-Buisson | Pierre Guyard         | PS             | 1 766          | 25,46 %      | 4            |                |             |             |
|                                                                             | Union pour Verrières                  | Bernard Mantienne     | UMP            | 4 236          | 61,07 %      | 27           |                |             |             |
|                                                                             | Verrières ville ouverte               | Dominique Grissolange | PCF            | 934            | 13,47 %      | 2            |                |             |             |
|                                                                             |                                       |                       |                |                |              |              |                |             |             |
| Inscrits                                                                    | Inscrits                              | Inscrits              | Inscrits       | 11 848         | 100 %        |              |                |             |             |
| Abstentions                                                                 | Abstentions                           | Abstentions           | Abstentions    | 4 733          | 39,95 %      |              |                |             |             |
| Votants                                                                     | Votants                               | Votants               | Votants        | 7 115          | 60,05 %      |              |                |             |             |
| Blancs et nuls                                                              | Blancs et nuls                        | Blancs et nuls        | Blancs et nuls | 179            | 2,52 %       |              |                |             |             |
| Exprimés                                                                    | Exprimés                              | Exprimés              | Exprimés       | 6 936          | 97,48 %      |              |                |             |             |
| Sources : Ministère de l’Intérieur, Le Parisien, Le Figaro et L'Internaute. |                                       |                       |                |                |              |              |                |             |             |

#### Vigneux-sur-Seine
- Maire sortant à Vigneux-sur-Seine : Serge Poinsot (UMP)
- Tête de liste majoritaire élue à Vigneux-sur-Seine : Serge Poinsot (UMP)

| Liste                                                                       | Liste                                                 | Tête de liste           | Étiquette      | Premier tour   | Premier tour | Premier tour | Second tour    | Second tour | Second tour |
| Liste                                                                       | Liste                                                 | Tête de liste           | Étiquette      | Nombre de voix | Taux         | Sièges       | Nombre de voix | Taux        | Sièges      |
| --------------------------------------------------------------------------- | ----------------------------------------------------- | ----------------------- | -------------- | -------------- | ------------ | ------------ | -------------- | ----------- | ----------- |
|                                                                             | Allez Vigneux !                                       | Serge Poinsot           | UMP            | 3 874          | 43,72 %      | 0            | 5 011          | 58,44 %     | 28          |
|                                                                             | Mieux vivre à Vigneux                                 | Dominique Virano        | MoDem          | 906            | 10,22 %      | 0            |                |             |             |
|                                                                             | Un nouvel espoir pour Vigneux                         | Jacques Vaudron         | DVD            | 652            | 7,36 %       | 0            |                |             |             |
|                                                                             | Pour Vigneux, la gauche des luttes et des solidarités | Joëlle Surat            | PCF            | 994            | 11,22 %      | 0            |                |             |             |
|                                                                             | Vigneux au cœur                                       | Yael Jankielewicz-Lecoq | DVG            | 282            | 3,18 %       | 0            |                |             |             |
|                                                                             | Vigneux une ville citoyenne et solidaire              | Patrice Finel           | PS             | 1 735          | 19,58 %      | 0            | 3 564          | 41,56 %     | 7           |
|                                                                             | Vigneux vraiment, Vigneux autrement                   | Walter Arturo Contiero  | DVG            | 418            | 4,72 %       | 0            |                |             |             |
|                                                                             |                                                       |                         |                |                |              |              |                |             |             |
| Inscrits                                                                    | Inscrits                                              | Inscrits                | Inscrits       | 15 527         | 100 %        |              | 15 527         | 100 %       |             |
| Abstentions                                                                 | Abstentions                                           | Abstentions             | Abstentions    | 6 437          | 41,46 %      | 6 413        | 41,30 %        |             |             |
| Votants                                                                     | Votants                                               | Votants                 | Votants        | 9 090          | 58,54 %      | 9 114        | 58,70 %        |             |             |
| Blancs et nuls                                                              | Blancs et nuls                                        | Blancs et nuls          | Blancs et nuls | 229            | 2,52 %       | 539          | 5,91 %         |             |             |
| Exprimés                                                                    | Exprimés                                              | Exprimés                | Exprimés       | 8 861          | 97,48 %      | 8 575        | 94,09 %        |             |             |
| Sources : Ministère de l’Intérieur, Le Parisien, Le Figaro et L'Internaute. |                                                       |                         |                |                |              |              |                |             |             |

#### Villabé
- Maire sortant à Villabé : Irène Maggini (PS)
- Tête de liste majoritaire élue à Villabé : Irène Maggini (PS)

| Liste                                                                       | Liste                                     | Tête de liste      | Étiquette      | Premier tour   | Premier tour | Premier tour | Second tour    | Second tour | Second tour |
| Liste                                                                       | Liste                                     | Tête de liste      | Étiquette      | Nombre de voix | Taux         | Sièges       | Nombre de voix | Taux        | Sièges      |
| --------------------------------------------------------------------------- | ----------------------------------------- | ------------------ | -------------- | -------------- | ------------ | ------------ | -------------- | ----------- | ----------- |
|                                                                             | Villabé ensemble                          | Karl Dirat         | UMP            | 454            | 23,23 %      | 3            |                |             |             |
|                                                                             | Villabé pour tous                         | Thierry Brun       | DVD            | 206            | 10,54 %      | 1            |                |             |             |
|                                                                             | Pour Villabé                              | Irène Maggini      | PS             | 1 025          | 52,46 %      | 21           |                |             |             |
|                                                                             | À Gauche pour la démocratie et le progrès | Mariette Chaigneau | PCF            | 269            | 13,77 %      | 2            |                |             |             |
|                                                                             |                                           |                    |                |                |              |              |                |             |             |
| Inscrits                                                                    | Inscrits                                  | Inscrits           | Inscrits       | 3 107          | 100 %        |              |                |             |             |
| Abstentions                                                                 | Abstentions                               | Abstentions        | Abstentions    | 1 106          | 35,60 %      |              |                |             |             |
| Votants                                                                     | Votants                                   | Votants            | Votants        | 2 001          | 64,40 %      |              |                |             |             |
| Blancs et nuls                                                              | Blancs et nuls                            | Blancs et nuls     | Blancs et nuls | 47             | 2,35 %       |              |                |             |             |
| Exprimés                                                                    | Exprimés                                  | Exprimés           | Exprimés       | 1 954          | 97,65 %      |              |                |             |             |
| Sources : Ministère de l’Intérieur, Le Parisien, Le Figaro et L'Internaute. |                                           |                    |                |                |              |              |                |             |             |

#### Villebon-sur-Yvette
- Maire sortant à Villebon-sur-Yvette : Dominique Fontenaille (DVD)
- Tête de liste majoritaire élue à Villebon-sur-Yvette : Dominique Fontenaille (DVD)

| Liste                                                                       | Liste                  | Tête de liste         | Étiquette      | Premier tour   | Premier tour | Premier tour | Second tour    | Second tour | Second tour |
| Liste                                                                       | Liste                  | Tête de liste         | Étiquette      | Nombre de voix | Taux         | Sièges       | Nombre de voix | Taux        | Sièges      |
| --------------------------------------------------------------------------- | ---------------------- | --------------------- | -------------- | -------------- | ------------ | ------------ | -------------- | ----------- | ----------- |
|                                                                             | Ensemble pour Villebon | Thomas Chaumeil       | DVG            | 1 478          | 33,41 %      | 5            |                |             |             |
|                                                                             | Villebon autrement     | Georges Buisset       | DVG            | 454            | 10,26 %      | 1            |                |             |             |
|                                                                             | Villebon avec vous     | Dominique Fontenaille | DVD            | 2 492          | 56,33 %      | 23           |                |             |             |
|                                                                             |                        |                       |                |                |              |              |                |             |             |
| Inscrits                                                                    | Inscrits               | Inscrits              | Inscrits       | 6 844          | 100 %        |              |                |             |             |
| Abstentions                                                                 | Abstentions            | Abstentions           | Abstentions    | 2 315          | 33,83 %      |              |                |             |             |
| Votants                                                                     | Votants                | Votants               | Votants        | 4 529          | 66,17 %      |              |                |             |             |
| Blancs et nuls                                                              | Blancs et nuls         | Blancs et nuls        | Blancs et nuls | 105            | 2,32 %       |              |                |             |             |
| Exprimés                                                                    | Exprimés               | Exprimés              | Exprimés       | 4 424          | 97,68 %      |              |                |             |             |
| Sources : Ministère de l’Intérieur, Le Parisien, Le Figaro et L'Internaute. |                        |                       |                |                |              |              |                |             |             |

#### Villemoisson-sur-Orge
- Maire sortant à Villemoisson-sur-Orge : François Cholley (DVD)
- Tête de liste majoritaire élue à Villemoisson-sur-Orge : François Cholley (DVD)

| Liste                                                                       | Liste                      | Tête de liste    | Étiquette      | Premier tour   | Premier tour | Premier tour | Second tour    | Second tour | Second tour |
| Liste                                                                       | Liste                      | Tête de liste    | Étiquette      | Nombre de voix | Taux         | Sièges       | Nombre de voix | Taux        | Sièges      |
| --------------------------------------------------------------------------- | -------------------------- | ---------------- | -------------- | -------------- | ------------ | ------------ | -------------- | ----------- | ----------- |
|                                                                             | Villemoisson en mouvement  | François Cholley | DVD            | 1 988          | 65,33 %      | 24           |                |             |             |
|                                                                             | Mieux vivre à Villemoisson | Nadine Raquillet | DVG            | 1 055          | 34,67 %      | 5            |                |             |             |
|                                                                             |                            |                  |                |                |              |              |                |             |             |
| Inscrits                                                                    | Inscrits                   | Inscrits         | Inscrits       | 4 943          | 100 %        |              |                |             |             |
| Abstentions                                                                 | Abstentions                | Abstentions      | Abstentions    | 1 811          | 36,64 %      |              |                |             |             |
| Votants                                                                     | Votants                    | Votants          | Votants        | 3 132          | 63,36 %      |              |                |             |             |
| Blancs et nuls                                                              | Blancs et nuls             | Blancs et nuls   | Blancs et nuls | 89             | 2,84 %       |              |                |             |             |
| Exprimés                                                                    | Exprimés                   | Exprimés         | Exprimés       | 3 043          | 9 716 %      |              |                |             |             |
| Sources : Ministère de l’Intérieur, Le Parisien, Le Figaro et L'Internaute. |                            |                  |                |                |              |              |                |             |             |

#### Villiers-sur-Orge
- Maire sortant à Villiers-sur-Orge : Joseph Simons (MRC)
- Tête de liste majoritaire élue à Villiers-sur-Orge : Thérèse Leroux-Lamare (DVD)

| Liste                                                                       | Liste                        | Tête de liste         | Étiquette      | Premier tour   | Premier tour | Premier tour | Second tour    | Second tour | Second tour |
| Liste                                                                       | Liste                        | Tête de liste         | Étiquette      | Nombre de voix | Taux         | Sièges       | Nombre de voix | Taux        | Sièges      |
| --------------------------------------------------------------------------- | ---------------------------- | --------------------- | -------------- | -------------- | ------------ | ------------ | -------------- | ----------- | ----------- |
|                                                                             | Élan pour Villiers           | Joseph Simons         | DVG            | 498            | 29,17 %      | 0            | 424            | 23,25 %     | 3           |
|                                                                             | Renouveau solidaire à gauche | Gilles Fraysse        | DVG            | 677            | 39,66 %      | 0            | 646            | 35,42 %     | 5           |
|                                                                             | Villiers village             | Thérèse Leroux-Lamare | DVD            | 532            | 31,17 %      | 0            | 754            | 41,34 %     | 19          |
|                                                                             |                              |                       |                |                |              |              |                |             |             |
| Inscrits                                                                    | Inscrits                     | Inscrits              | Inscrits       | 2 705          | 100 %        |              | 2 705          | 100 %       |             |
| Abstentions                                                                 | Abstentions                  | Abstentions           | Abstentions    | 936            | 34,60 %      | 844          | 31,20 %        |             |             |
| Votants                                                                     | Votants                      | Votants               | Votants        | 1 769          | 65,40 %      | 1 861        | 68,80 %        |             |             |
| Blancs et nuls                                                              | Blancs et nuls               | Blancs et nuls        | Blancs et nuls | 62             | 3,50 %       | 37           | 1,99 %         |             |             |
| Exprimés                                                                    | Exprimés                     | Exprimés              | Exprimés       | 1 707          | 96,50 %      | 1 824        | 98,01 %        |             |             |
| Sources : Ministère de l’Intérieur, Le Parisien, Le Figaro et L'Internaute. |                              |                       |                |                |              |              |                |             |             |

#### Viry-Châtillon
- Maire sortant à Viry-Châtillon : Simone Mathieu (PS)
- Tête de liste majoritaire élue à Viry-Châtillon : Simone Mathieu (DVG)

| Liste                                                                       | Liste                      | Tête de liste     | Étiquette      | Premier tour   | Premier tour | Premier tour | Second tour    | Second tour | Second tour |
| Liste                                                                       | Liste                      | Tête de liste     | Étiquette      | Nombre de voix | Taux         | Sièges       | Nombre de voix | Taux        | Sièges      |
| --------------------------------------------------------------------------- | -------------------------- | ----------------- | -------------- | -------------- | ------------ | ------------ | -------------- | ----------- | ----------- |
|                                                                             | Ainsi va la ville          | Jean-Marie Vilain | UMP            | 4 701          | 46,32 %      | 9            |                |             |             |
|                                                                             | Viry-Châtillon Solidaire ! | Simone Mathieu    | DVG            | 5 449          | 53,68 %      | 30           |                |             |             |
|                                                                             |                            |                   |                |                |              |              |                |             |             |
| Inscrits                                                                    | Inscrits                   | Inscrits          | Inscrits       | 18 864         | 100 %        |              |                |             |             |
| Abstentions                                                                 | Abstentions                | Abstentions       | Abstentions    | 8 288          | 43,94 %      |              |                |             |             |
| Votants                                                                     | Votants                    | Votants           | Votants        | 10 576         | 56,06 %      |              |                |             |             |
| Blancs et nuls                                                              | Blancs et nuls             | Blancs et nuls    | Blancs et nuls | 426            | 4,03 %       |              |                |             |             |
| Exprimés                                                                    | Exprimés                   | Exprimés          | Exprimés       | 10 150         | 95,97 %      |              |                |             |             |
| Sources : Ministère de l’Intérieur, Le Parisien, Le Figaro et L'Internaute. |                            |                   |                |                |              |              |                |             |             |

#### Wissous
- Maire sortant à Wissous : Richard Trinquier (UMP)
- Tête de liste majoritaire élue à Wissous : Régis Roy-Chevalier (DVG)

| Liste                                                                       | Liste                                      | Tête de liste       | Étiquette      | Premier tour   | Premier tour | Premier tour | Second tour    | Second tour | Second tour |
| Liste                                                                       | Liste                                      | Tête de liste       | Étiquette      | Nombre de voix | Taux         | Sièges       | Nombre de voix | Taux        | Sièges      |
| --------------------------------------------------------------------------- | ------------------------------------------ | ------------------- | -------------- | -------------- | ------------ | ------------ | -------------- | ----------- | ----------- |
|                                                                             | Pour l'avenir de Wissous                   | Alain Maréchal      | DVG            | 297            | 10,40 %      | 0            |                |             |             |
|                                                                             | Union pour Wissous - Ensemble et autrement | Régis Roy-Chevalier | DVG            | 1 464          | 51,26 %      | 23           |                |             |             |
|                                                                             | Wissous pour vous - L'esprit village       | Richard Trinquier   | UMP            | 1 095          | 38,34 %      | 5            |                |             |             |
|                                                                             |                                            |                     |                |                |              |              |                |             |             |
| Inscrits                                                                    | Inscrits                                   | Inscrits            | Inscrits       | 4 391          | 100 %        |              |                |             |             |
| Abstentions                                                                 | Abstentions                                | Abstentions         | Abstentions    | 1 402          | 31,93 %      |              |                |             |             |
| Votants                                                                     | Votants                                    | Votants             | Votants        | 2 989          | 68,07 %      |              |                |             |             |
| Blancs et nuls                                                              | Blancs et nuls                             | Blancs et nuls      | Blancs et nuls | 133            | 4,45 %       |              |                |             |             |
| Exprimés                                                                    | Exprimés                                   | Exprimés            | Exprimés       | 2 856          | 95,55 %      |              |                |             |             |
| Sources : Ministère de l’Intérieur, Le Parisien, Le Figaro et L'Internaute. |                                            |                     |                |                |              |              |                |             |             |

#### Yerres
- Maire sortant à Yerres : Nicolas Dupont-Aignan (UMP)
- Tête de liste majoritaire élue à Yerres : Nicolas Dupont-Aignan (DVD)

| Liste                                                                       | Liste                            | Tête de liste           | Étiquette      | Premier tour   | Premier tour | Premier tour | Second tour    | Second tour | Second tour |
| Liste                                                                       | Liste                            | Tête de liste           | Étiquette      | Nombre de voix | Taux         | Sièges       | Nombre de voix | Taux        | Sièges      |
| --------------------------------------------------------------------------- | -------------------------------- | ----------------------- | -------------- | -------------- | ------------ | ------------ | -------------- | ----------- | ----------- |
|                                                                             | Avec vous vivre Yerres autrement | Véronique Hache-Aguilar | PS             | 2 477          | 20,30 %      | 3            |                |             |             |
|                                                                             | Yerres comme nous l’aimons       | Nicolas Dupont-Aignan   | DVD            | 9 727          | 79,70 %      | 32           |                |             |             |
|                                                                             |                                  |                         |                |                |              |              |                |             |             |
| Inscrits                                                                    | Inscrits                         | Inscrits                | Inscrits       | 20 216         | 100 %        |              |                |             |             |
| Abstentions                                                                 | Abstentions                      | Abstentions             | Abstentions    | 7 702          | 38,10 %      |              |                |             |             |
| Votants                                                                     | Votants                          | Votants                 | Votants        | 12 514         | 61,90 %      |              |                |             |             |
| Blancs et nuls                                                              | Blancs et nuls                   | Blancs et nuls          | Blancs et nuls | 310            | 2,48 %       |              |                |             |             |
| Exprimés                                                                    | Exprimés                         | Exprimés                | Exprimés       | 12 204         | 97,52 %      |              |                |             |             |
| Sources : Ministère de l’Intérieur, Le Parisien, Le Figaro et L'Internaute. |                                  |                         |                |                |              |              |                |             |             |

### Communes de moins de3 500habitants
Dans les communes de moins de 3 500 habitants, l’élection est organisée au scrutin majoritaire plurinominal à deux tours avec panachage.

## Pour approfondir